# Réseau de bus Val Parisis
 (juillet 2024).
La mise en forme du texte ne suit pas les recommandations de Wikipédia : il faut le « wikifier ».
Les points d'amélioration suivants sont les cas les plus fréquents. Le détail des points à revoir est peut-être précisé sur la page de discussion.
- Les titres sont pré-formatés par le logiciel. Ils ne sont ni en capitales, ni en gras.
- Le texte ne doit pas être écrit en capitales (les noms de famille non plus), ni en gras, ni en italique, ni en « petit »…
- Le gras n'est utilisé que pour surligner le titre de l'article dans l'introduction, une seule fois.
- L'italique est rarement utilisé : mots en langue étrangère, titres d'œuvres, noms de bateaux, etc.
- Les citations ne sont pas en italique mais en corps de texte normal. Elles sont entourées par des guillemets français : « et ».
- Les listes à puces sont à éviter, des paragraphes rédigés étant largement préférés. Les tableaux sont à réserver à la présentation de données structurées (résultats, etc.).
- Les appels de note de bas de page (petits chiffres en exposant, introduits par l'outil «  Source ») sont à placer entre la fin de phrase et le point final[comme ça].
- Les liens internes (vers d'autres articles de Wikipédia) sont à choisir avec parcimonie. Créez des liens vers des articles approfondissant le sujet. Les termes génériques sans rapport avec le sujet sont à éviter, ainsi que les répétitions de liens vers un même terme.
- Les liens externes sont à placer uniquement dans une section « Liens externes », à la fin de l'article. Ces liens sont à choisir avec parcimonie suivant les règles définies. Si un lien sert de source à l'article, son insertion dans le texte est à faire par les notes de bas de page.
- La présentation des références doit suivre les conventions bibliographiques. Il est recommandé d'utiliser les modèles {{Ouvrage}}, {{Chapitre}}, {{Article}}, {{Lien web}} et/ou {{Bibliographie}}. Le mode d'édition visuel peut mettre en forme automatiquement les références.
- Insérer une infobox (cadre d'informations à droite) n'est pas obligatoire pour parachever la mise en page.

Pour une aide détaillée, merci de consulter Aide:Wikification.
Si vous pensez que ces points ont été résolus, vous pouvez retirer ce bandeau et améliorer la mise en forme d'un autre article.
Le réseau de bus Val Parisis est un réseau de transports en commun par autobus circulant en Île-de-France, organisé par l'autorité organisatrice Île-de-France Mobilités. Il est exploité par la Compagnie française des transports régionaux (CFTR) à travers la société Francilité Val Parisis, naissant d'un groupement de la SAVAC et des Cars Lacroix, à partir du 1er août 2024.

## Développement du réseau

### Ouverture à la concurrence
En raison de l'ouverture à la concurrence des transports en commun en Île-de-France, le réseau de bus Val Parisis est créé le 1er août 2024, correspondant à la délégation de service public numéro 4 établie par Île-de-France Mobilités. Un appel d'offres a donc été lancé par l'autorité organisatrice afin de désigner une entreprise qui exploitera le réseau pour une durée de cinq ans. C'est finalement le groupe Compagnie française des transports régionaux (CFTR) à travers la société Francilité Val Parisis, qui a été désigné lors du conseil d'administration du 6 décembre 2023.
À la date de son ouverture à la concurrence, le réseau se composait des lignes 30.03, 30.05, 30.07, 30.09, 30.10, 30.11, 30.12, 30.14, 30.18, 30.21E, 30.21O, 30.22, 30.23, 30.28, 30.31, 30.32, 30.33, 30.34, 30.37, 30.38, 30.42, 30.43, 30.46, 30.47, 30.48 et 30.49 des Cars Lacroix, 38-01 et 38-04 des Les Cars Rose et 95.03A, 95.03B, 95.19, 95.20, 95.21, 95.26 et 95.29 du réseau de bus Busval d'Oise.
Suite à une première information qui mentionnait août 2025 comme date prévue pour la renumérotation des lignes, le site de l'agglomération Val Parisis mentionne dorénavant le mois d'août 2026.

## Galerie de photographies

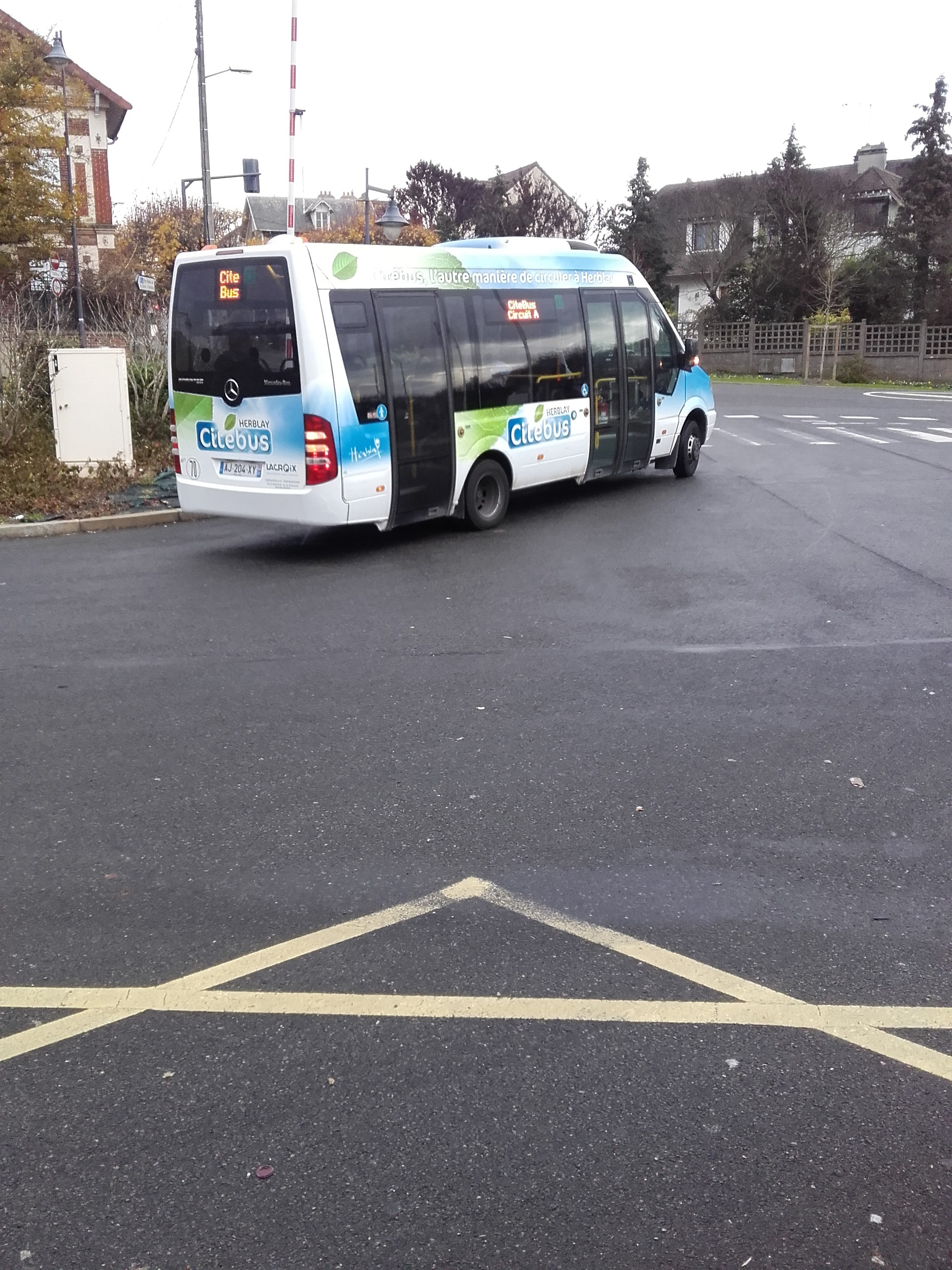
Le Sprinter City no 831 du réseau Citébus d'Herblay-sur-Seine, à la gare routière d'Herblay.
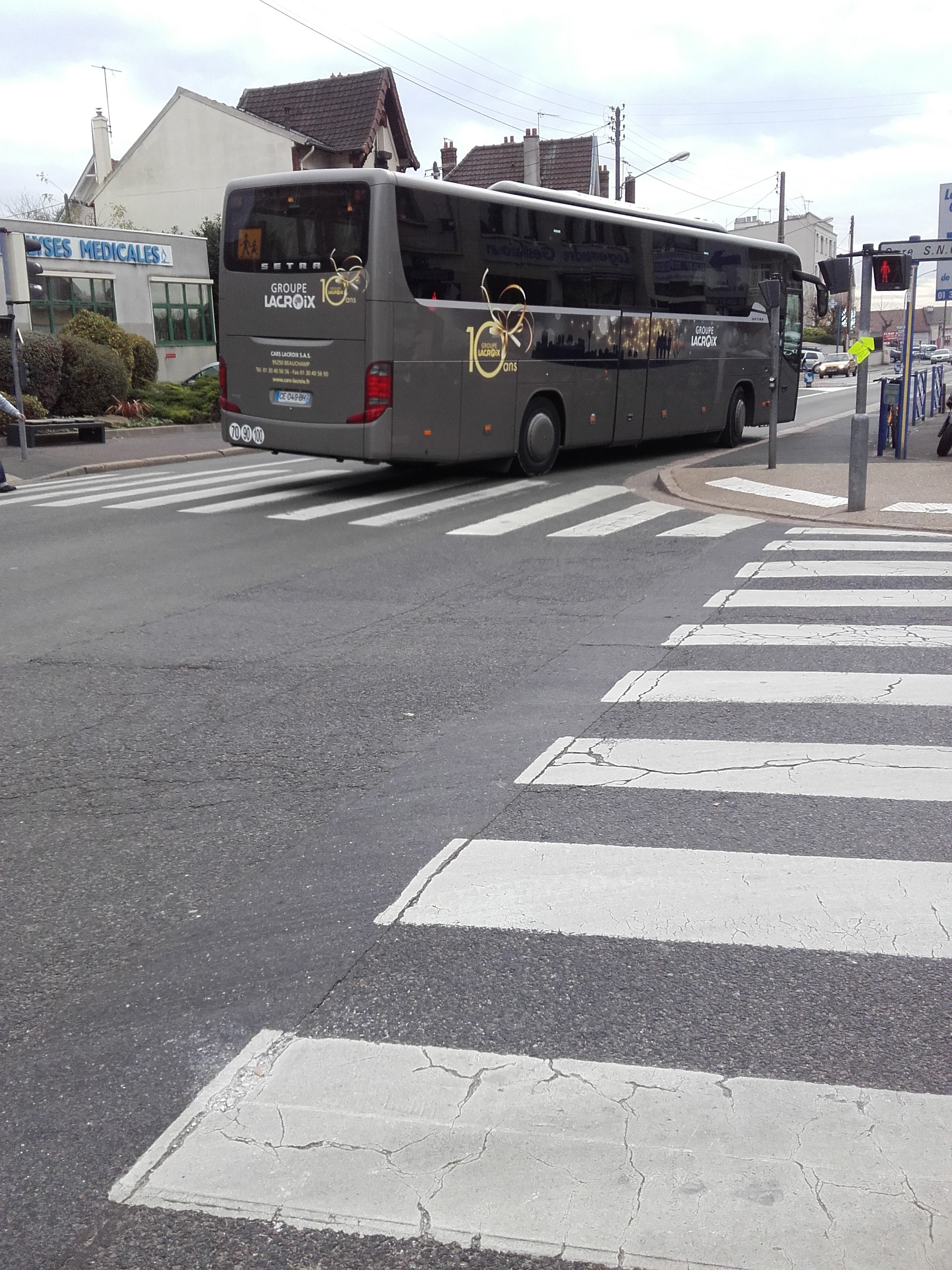
Le S 415 GT-HD no 875 en livrée 10 ans groupe Lacroix, près de la gare de Cormeilles-en-Parisis.
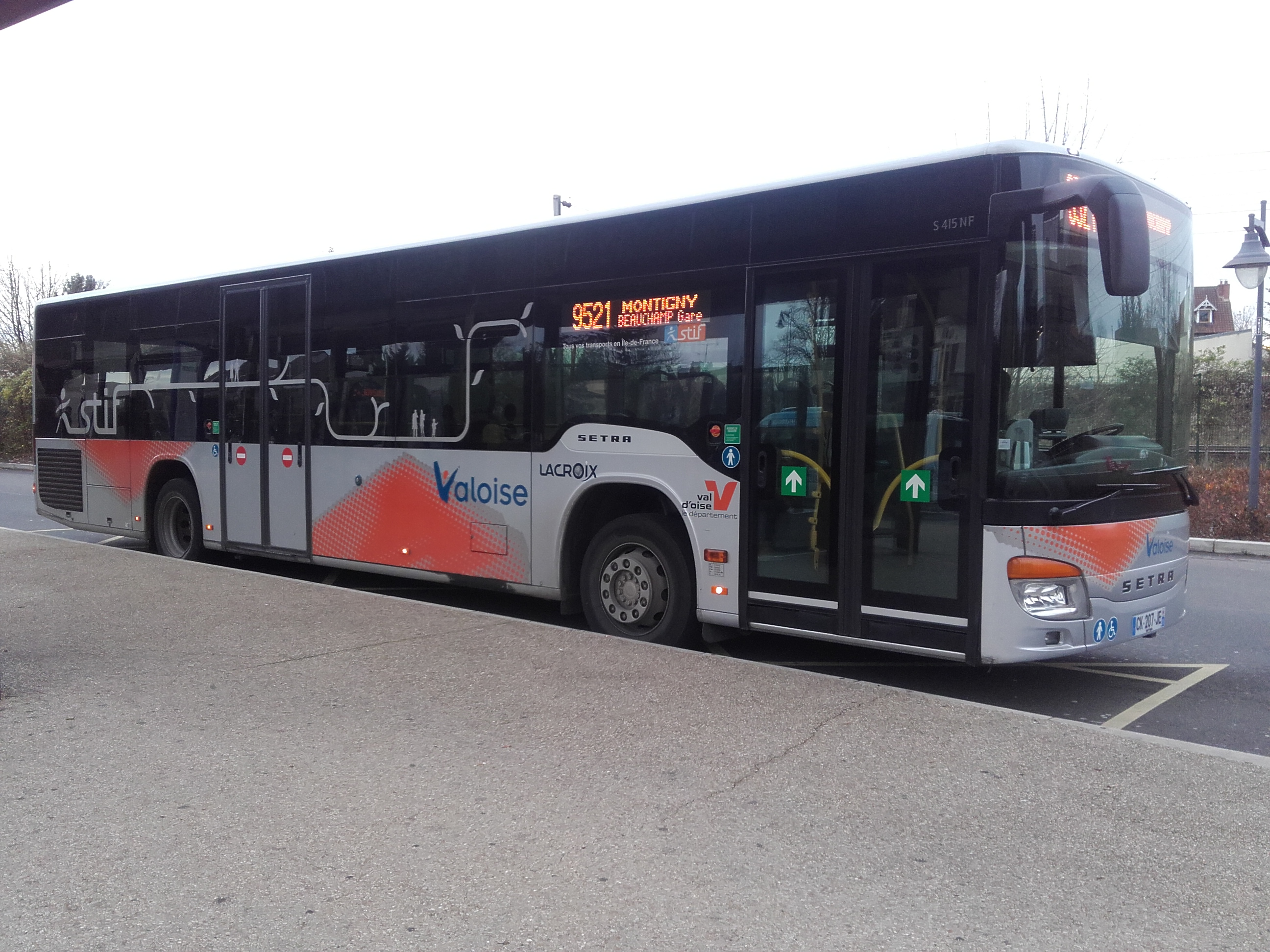
Le S 415 NF no 886 du réseau Valoise à la gare routière d'Herblay.
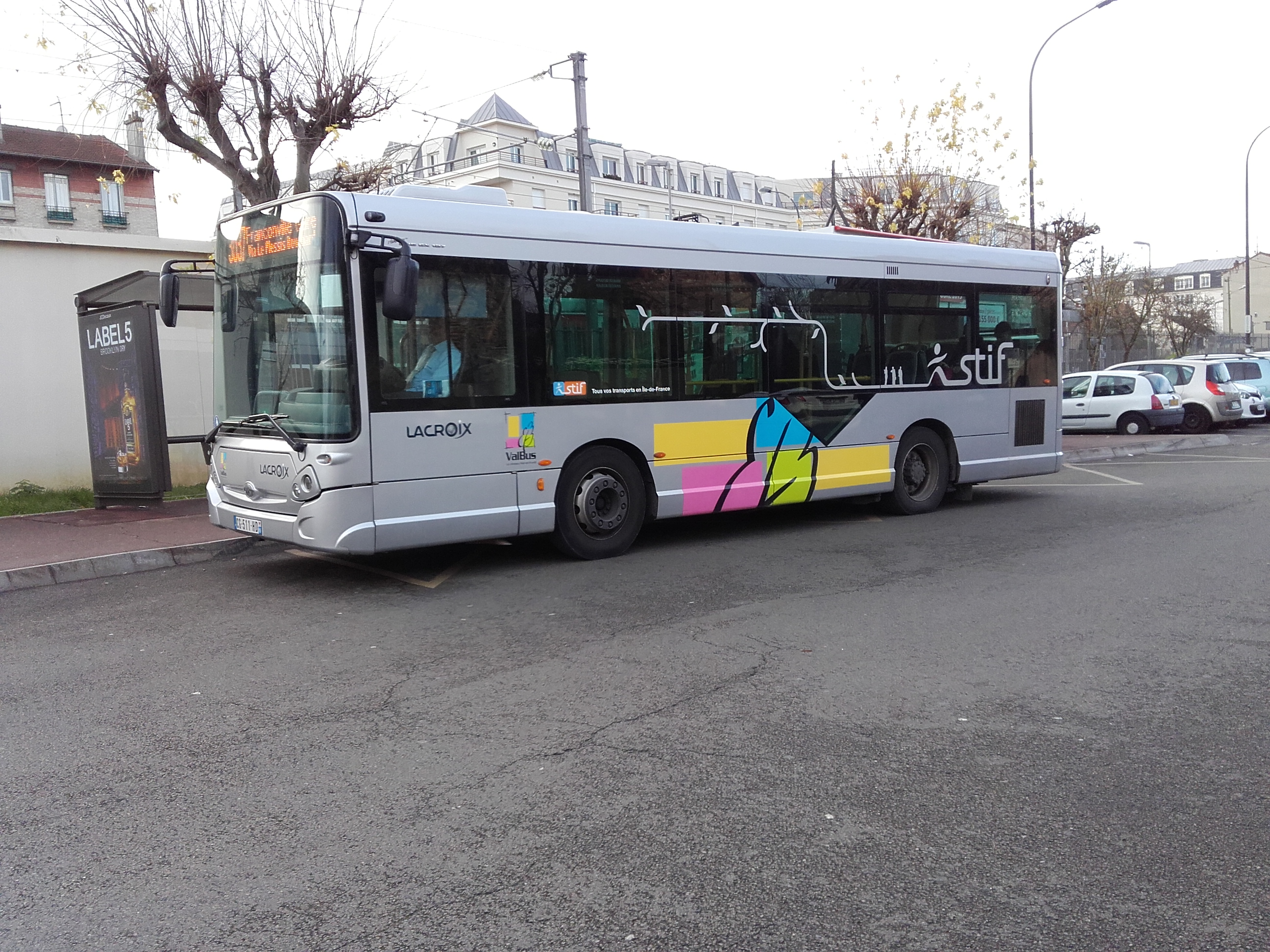
Le GX 127 no 899 du réseau Valbus en gare de Franconville - Le Plessis-Bouchard.
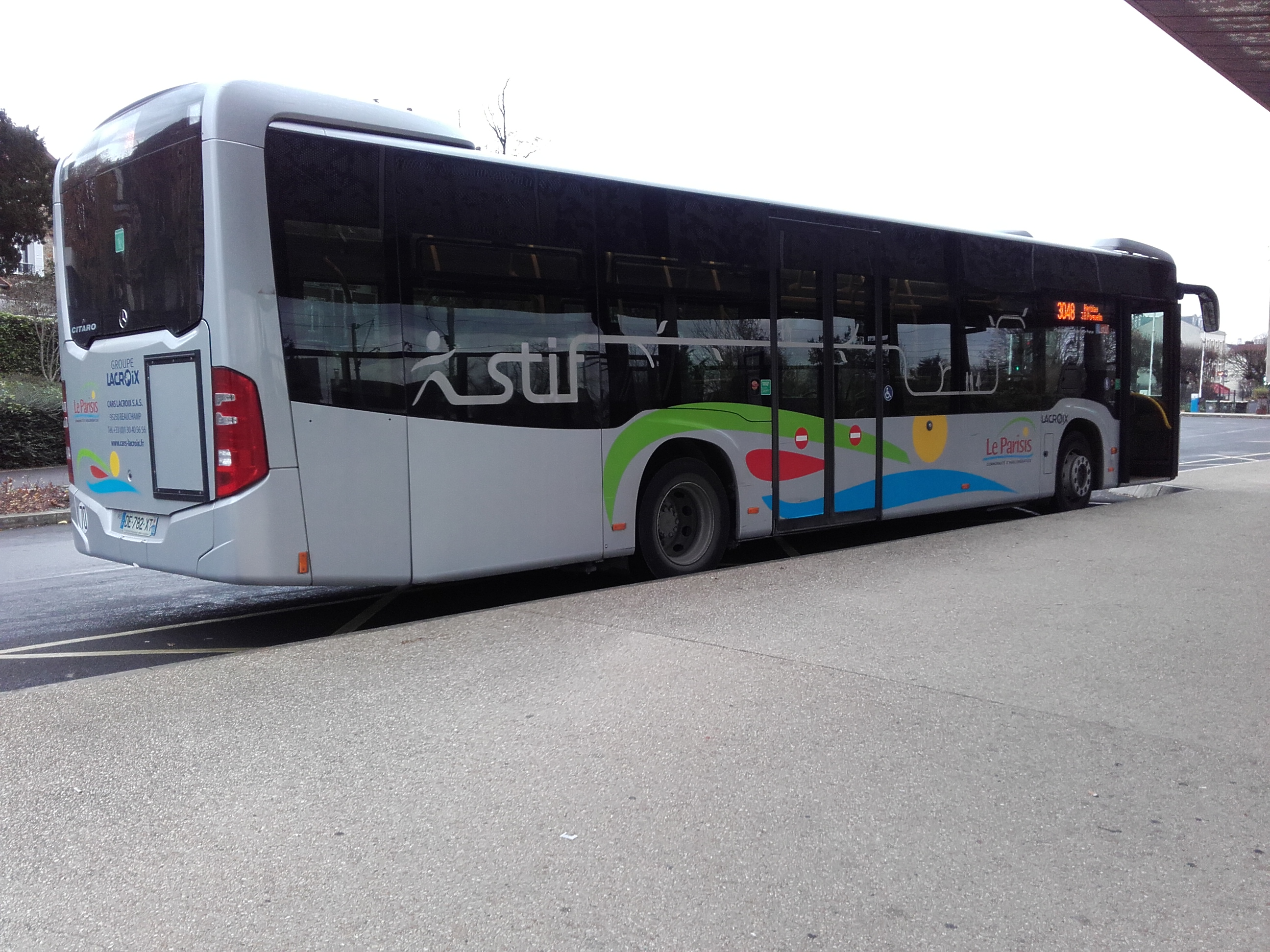
Le Citaro C2 no 948 du réseau Le Parisis en gare routière d'Herblay.

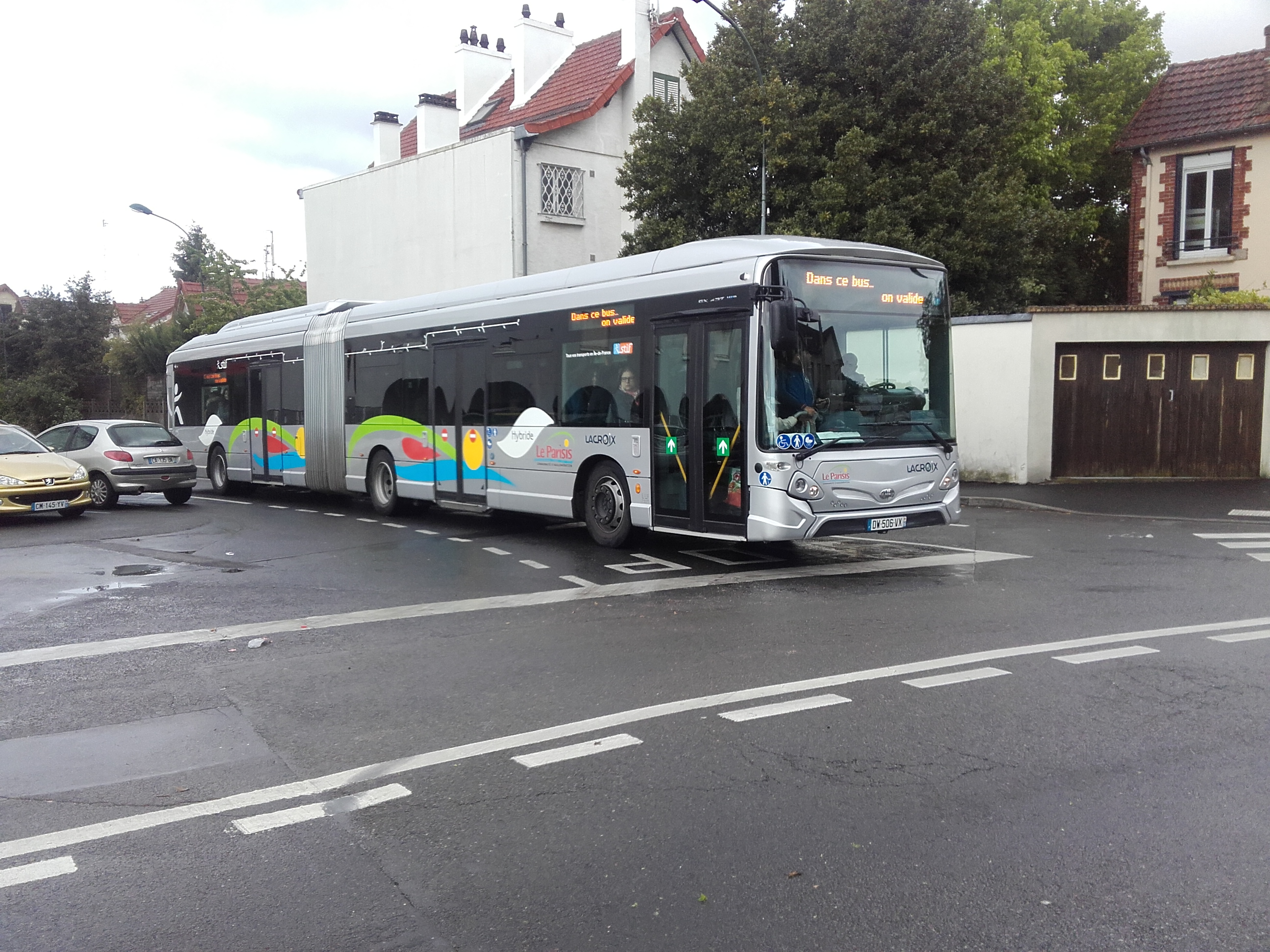
Le GX 437 hybride no 1002 du réseau Le Parisis, à Cormeilles-en-Parisis.
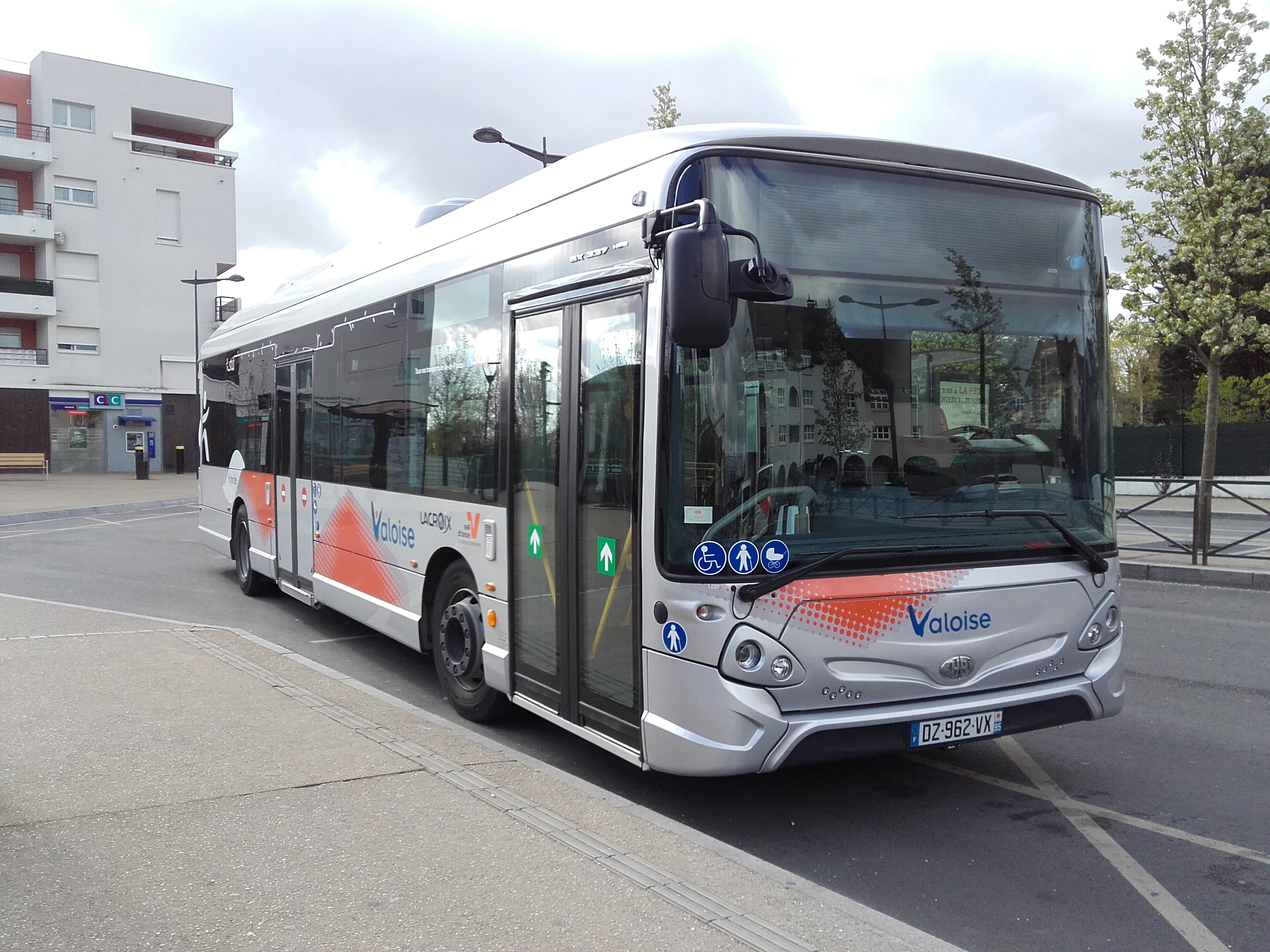
Le GX 337 hybride no 1020 du réseau Valoise en gare de Montigny-Beauchamp.
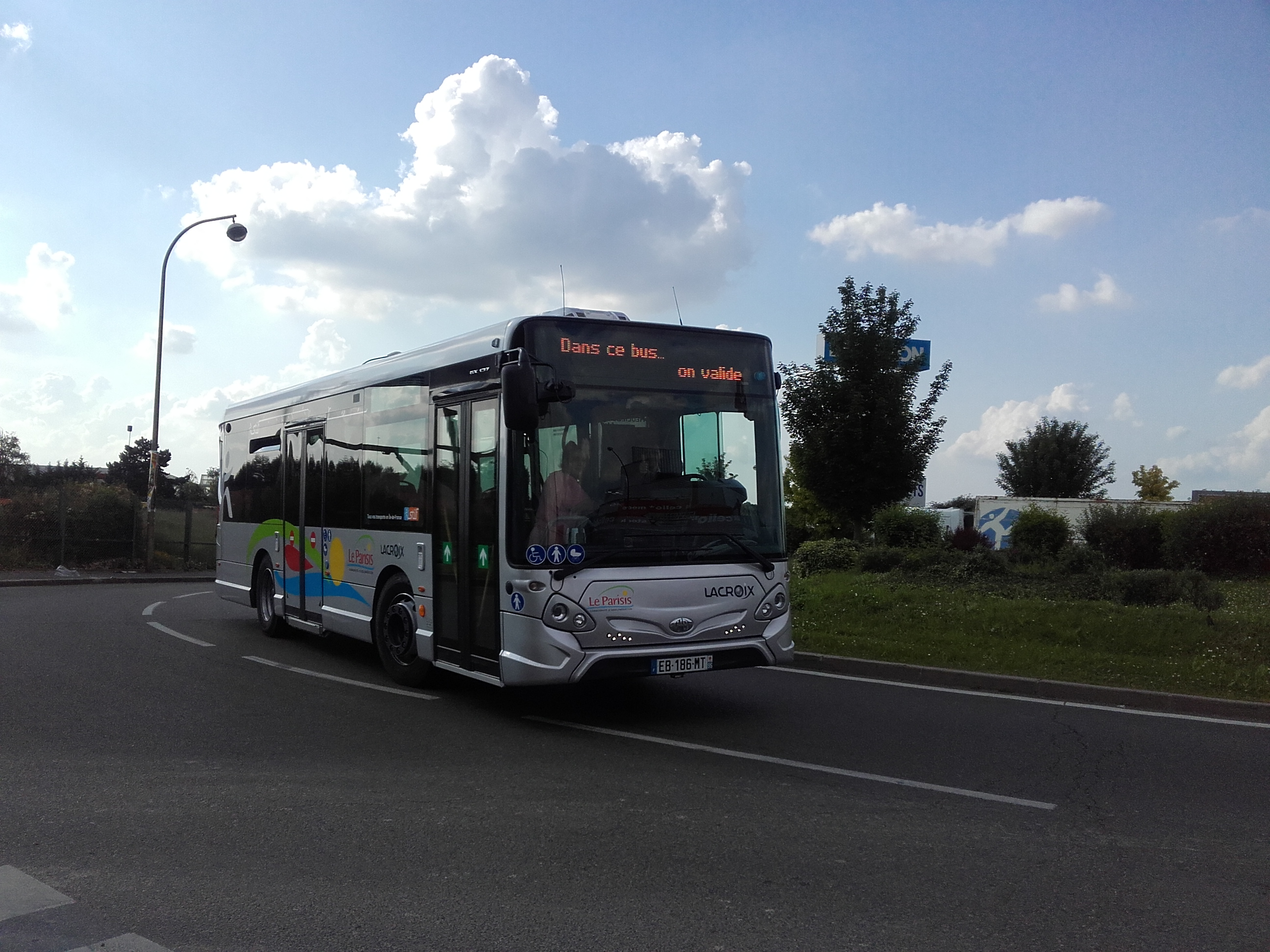
Le GX 137 no 1048 du réseau Le Parisis à Herblay.
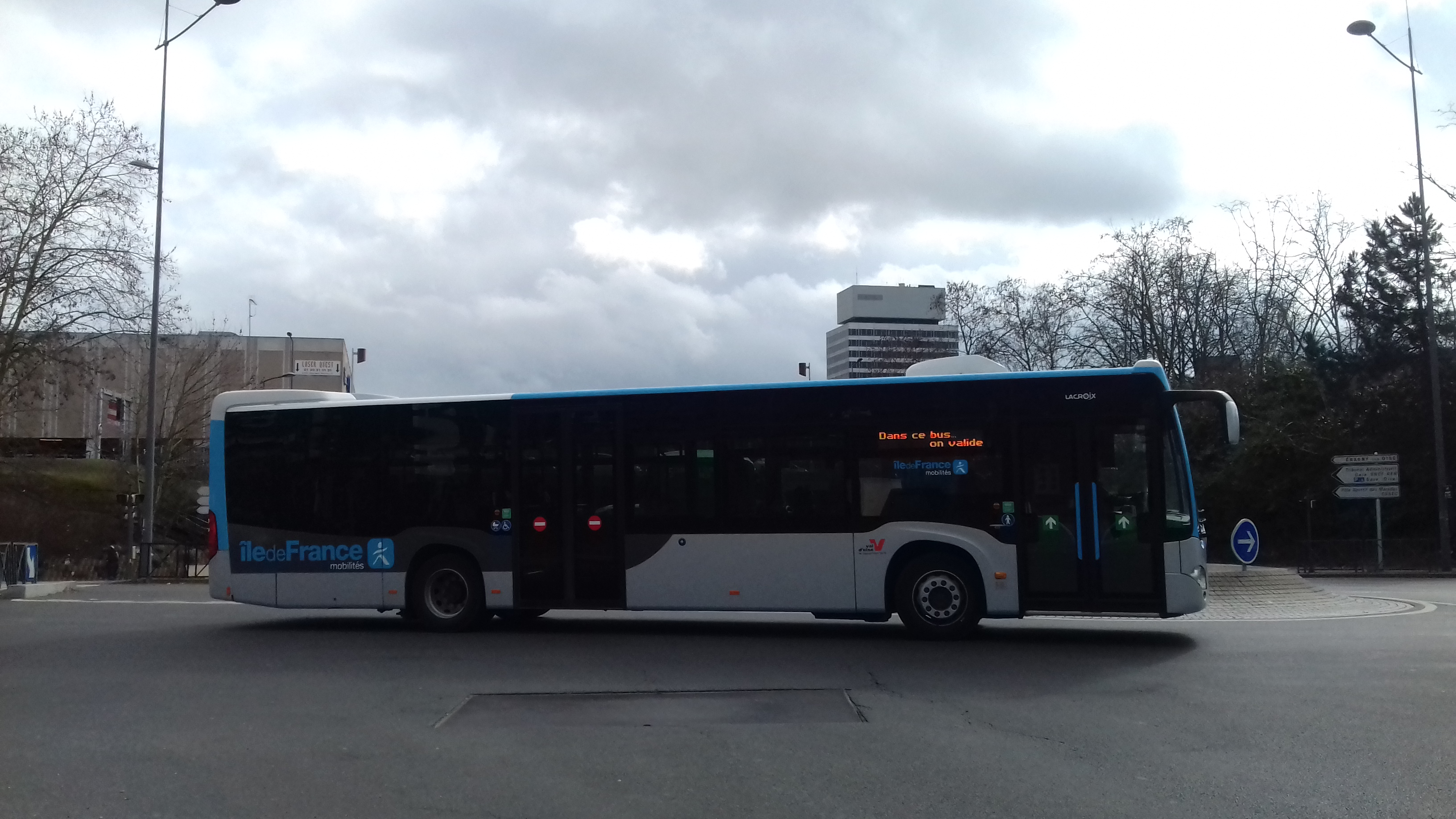
Le Citaro C2 no 1073 du réseau Valoise à Cergy.
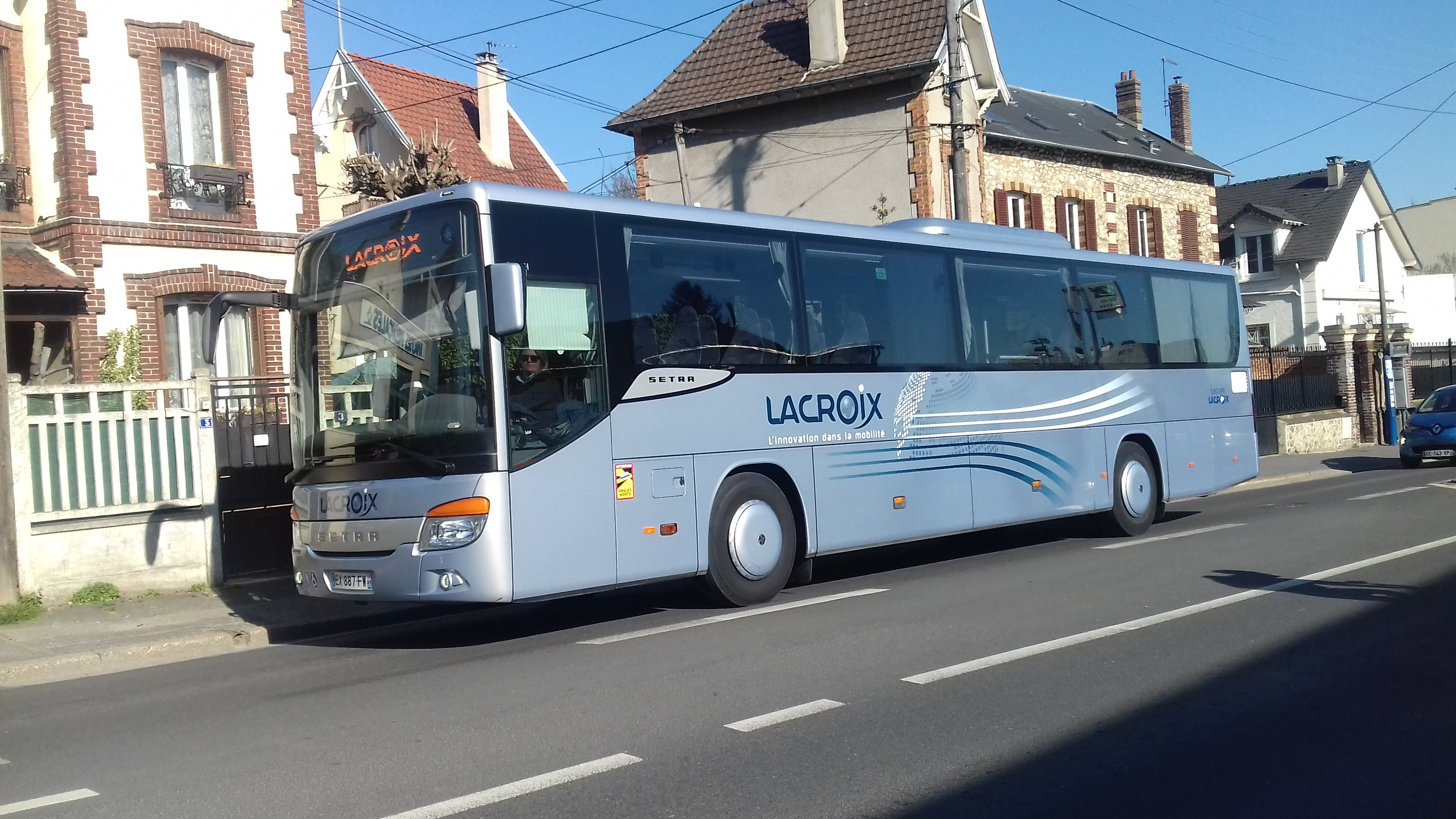
Lacroix Setra S 415 H no 1092 à Cormeilles-en-Parisis.

## Lignes

### Lignes de 30-01 à 30-09
| Ligne | Caractéristiques | Caractéristiques                                                                           | Caractéristiques                                                                           | Caractéristiques                                                                           | Caractéristiques                                                                           | Caractéristiques                                                                           | Caractéristiques                                                                           | Caractéristiques                                                                           | Caractéristiques                                                                           |
| 30-03 | (Circulaire) Gare de Franconville - Le Plessis-Bouchard ⥋ via le quartier de l'Épine Guyon | (Circulaire) Gare de Franconville - Le Plessis-Bouchard ⥋ via le quartier de l'Épine Guyon | (Circulaire) Gare de Franconville - Le Plessis-Bouchard ⥋ via le quartier de l'Épine Guyon | (Circulaire) Gare de Franconville - Le Plessis-Bouchard ⥋ via le quartier de l'Épine Guyon | (Circulaire) Gare de Franconville - Le Plessis-Bouchard ⥋ via le quartier de l'Épine Guyon | (Circulaire) Gare de Franconville - Le Plessis-Bouchard ⥋ via le quartier de l'Épine Guyon | (Circulaire) Gare de Franconville - Le Plessis-Bouchard ⥋ via le quartier de l'Épine Guyon | (Circulaire) Gare de Franconville - Le Plessis-Bouchard ⥋ via le quartier de l'Épine Guyon | (Circulaire) Gare de Franconville - Le Plessis-Bouchard ⥋ via le quartier de l'Épine Guyon |
| ----- | --- | ------------------------------------------------------------------------------------------ | ------------------------------------------------------------------------------------------ | ------------------------------------------------------------------------------------------ | ------------------------------------------------------------------------------------------ | ------------------------------------------------------------------------------------------ | ------------------------------------------------------------------------------------------ | ------------------------------------------------------------------------------------------ | ------------------------------------------------------------------------------------------ |
| 30-03 | Ouverture / Fermeture — / — | Longueur —                                                                                 | Durée 10 min                                                                               | Nb. d’arrêts 9                                                                             | Matériel GX 337 Hybride Citaro C2                                                          | Jours de fonctionnement L, Ma, Me, J, V, S, D                                              | Jour / Soir / Nuit / Fêtes O / O / N / O                                                   | Voy. / an —                                                                                | Dépôt Beauchamp                                                                            |
| 30-03 | Desserte : - Ville et lieux desservis : Franconville - Gare desservie : Franconville - Le Plessis-Bouchard |                                                                                            |                                                                                            |                                                                                            |                                                                                            |                                                                                            |                                                                                            |                                                                                            |                                                                                            |
| 30-03 | Autre : - Zone traversée : 4 - Arrêts accessibles aux UFR : — - Amplitudes horaires : La ligne fonctionne du lundi au vendredi de 5 h 5 à 22 h 50, le samedi à partir de 5 h 40 et les dimanches et fêtes de 6 h 55 à 22 h 35. - Particularités : Les arrêts Clos Millon et Marché ne sont pas desservis du lundi au vendredi entre 6 h et 9 h ni entre 16 h 40 et 20 h. - Date de dernière mise à jour : 22 novembre 2018. |                                                                                            |                                                                                            |                                                                                            |                                                                                            |                                                                                            |                                                                                            |                                                                                            |                                                                                            |
| 30-03 | Dernière actualisation : — |                                                                                            |                                                                                            |                                                                                            |                                                                                            |                                                                                            |                                                                                            |                                                                                            |                                                                                            |
| 30-05 | Gare de Montigny - Beauchamp ⥋ Gare de Sartrouville | Gare de Montigny - Beauchamp ⥋ Gare de Sartrouville                                        | Gare de Montigny - Beauchamp ⥋ Gare de Sartrouville                                        | Gare de Montigny - Beauchamp ⥋ Gare de Sartrouville                                        | Gare de Montigny - Beauchamp ⥋ Gare de Sartrouville                                        | Gare de Montigny - Beauchamp ⥋ Gare de Sartrouville                                        | Gare de Montigny - Beauchamp ⥋ Gare de Sartrouville                                        | Gare de Montigny - Beauchamp ⥋ Gare de Sartrouville                                        | Gare de Montigny - Beauchamp ⥋ Gare de Sartrouville                                        |
| 30-05 | Ouverture / Fermeture — / — | Longueur —                                                                                 | Durée 10-45 min                                                                            | Nb. d’arrêts 35                                                                            | Matériel GX 437 Hybride Citaro C2 Citaro C2 G Urbanway 18 GNV                              | Jours de fonctionnement L, Ma, Me, J, V, S, D                                              | Jour / Soir / Nuit / Fêtes O / — / N / O                                                   | Voy. / an —                                                                                | Dépôt Beauchamp                                                                            |
| 30-05 | Desserte : - Villes et lieux desservis : Montigny-lès-Cormeilles, Cormeilles-en-Parisis (lycée Philippe Kieffer) et Sartrouville (collège Louis Paulhan) - Gares desservies : Montigny - Beauchamp, Cormeilles-en-Parisis et Sartrouville |                                                                                            |                                                                                            |                                                                                            |                                                                                            |                                                                                            |                                                                                            |                                                                                            |                                                                                            |
| 30-05 | Autre : - Zone traversée : 4 - Arrêts accessibles aux UFR : — - Amplitudes horaires : La ligne fonctionne du lundi au vendredi de 5 h 30 à 22 h 40, le samedi de 5 h 45 à 22 h 35 et les dimanches et fêtes à partir de 7 h 55. - Particularités : Les arrêts Mairie - Marché et La Poste ne sont pas desservis le samedi à certaines heures. - Date de dernière mise à jour : 2 octobre 2018. |                                                                                            |                                                                                            |                                                                                            |                                                                                            |                                                                                            |                                                                                            |                                                                                            |                                                                                            |
| 30-05 | Dernière actualisation : — |                                                                                            |                                                                                            |                                                                                            |                                                                                            |                                                                                            |                                                                                            |                                                                                            |                                                                                            |
| 30-07 | Herblay — Gare SNCF ⥋ Herblay-sur-Seine — Buttes Blanches | Herblay — Gare SNCF ⥋ Herblay-sur-Seine — Buttes Blanches                                  | Herblay — Gare SNCF ⥋ Herblay-sur-Seine — Buttes Blanches                                  | Herblay — Gare SNCF ⥋ Herblay-sur-Seine — Buttes Blanches                                  | Herblay — Gare SNCF ⥋ Herblay-sur-Seine — Buttes Blanches                                  | Herblay — Gare SNCF ⥋ Herblay-sur-Seine — Buttes Blanches                                  | Herblay — Gare SNCF ⥋ Herblay-sur-Seine — Buttes Blanches                                  | Herblay — Gare SNCF ⥋ Herblay-sur-Seine — Buttes Blanches                                  | Herblay — Gare SNCF ⥋ Herblay-sur-Seine — Buttes Blanches                                  |
| 30-07 | Ouverture / Fermeture — / — | Longueur —                                                                                 | Durée 10-20 min                                                                            | Nb. d’arrêts 10                                                                            | Matériel Citaro C2                                                                         | Jours de fonctionnement L, Ma, Me, J, V, S, D                                              | Jour / Soir / Nuit / Fêtes O / N / N / O                                                   | Voy. / an —                                                                                | Dépôt Beauchamp                                                                            |
| 30-07 | Desserte : - Ville et lieux desservis : Herblay-sur-Seine - Gare desservie : Herblay |                                                                                            |                                                                                            |                                                                                            |                                                                                            |                                                                                            |                                                                                            |                                                                                            |                                                                                            |
| 30-07 | Autre : - Zone traversée : 4 - Arrêts accessibles aux UFR : Bol d'Air (vers Buttes Blanches) et Buttes Blanches - Amplitudes horaires : La ligne fonctionne du lundi au vendredi de 5 h 35 à 21 h 45, le samedi de 6 h 35 à 21 h 30 et les dimanches et fêtes de 9 h à 12 h 55. - Date de dernière mise à jour : 20 janvier 2019. |                                                                                            |                                                                                            |                                                                                            |                                                                                            |                                                                                            |                                                                                            |                                                                                            |                                                                                            |
| 30-07 | Dernière actualisation : — |                                                                                            |                                                                                            |                                                                                            |                                                                                            |                                                                                            |                                                                                            |                                                                                            |                                                                                            |
| 30-09 | (Circulaire) Montigny - Beauchamp — Gare RER SNCF ⥋ via Beauchamp | (Circulaire) Montigny - Beauchamp — Gare RER SNCF ⥋ via Beauchamp                          | (Circulaire) Montigny - Beauchamp — Gare RER SNCF ⥋ via Beauchamp                          | (Circulaire) Montigny - Beauchamp — Gare RER SNCF ⥋ via Beauchamp                          | (Circulaire) Montigny - Beauchamp — Gare RER SNCF ⥋ via Beauchamp                          | (Circulaire) Montigny - Beauchamp — Gare RER SNCF ⥋ via Beauchamp                          | (Circulaire) Montigny - Beauchamp — Gare RER SNCF ⥋ via Beauchamp                          | (Circulaire) Montigny - Beauchamp — Gare RER SNCF ⥋ via Beauchamp                          | (Circulaire) Montigny - Beauchamp — Gare RER SNCF ⥋ via Beauchamp                          |
| 30-09 | Ouverture / Fermeture — / — | Longueur —                                                                                 | Durée 15-25 min                                                                            | Nb. d’arrêts 20                                                                            | Matériel GX 337 Hybride                                                                    | Jours de fonctionnement L, Ma, Me, J, V, S, D                                              | Jour / Soir / Nuit / Fêtes O / N / N / O                                                   | Voy. / an —                                                                                | Dépôt Beauchamp                                                                            |
| 30-09 | Desserte : - Ville et lieux desservis : Beauchamp - Gare desservie : Montigny - Beauchamp |                                                                                            |                                                                                            |                                                                                            |                                                                                            |                                                                                            |                                                                                            |                                                                                            |                                                                                            |
| 30-09 | Autre : - Zone traversée : 4 - Arrêts accessibles aux UFR : Cité Cadoux, "Denis Papin, Barrachin, Cité Jardin et "Anatole France" - Amplitudes horaires : La ligne fonctionne du lundi au vendredi de 5 h 50 à 21 h 35, le samedi de 6 h 10 à 20 h 5 et les dimanches et fêtes de 9 h à 12 h 10. - Particularités : L'arrêt Paul Bert est desservi du lundi au vendredi à certaines heures, l'arrêt Place du Marché n'est pas desservi le jeudi entre 6 h 5 et 14 h 5, l'arrêt Barrachin est desservi du lundi au vendredi aux heures de pointe. - Date de dernière mise à jour : 10 février 2018. |                                                                                            |                                                                                            |                                                                                            |                                                                                            |                                                                                            |                                                                                            |                                                                                            |                                                                                            |
| 30-09 | Dernière actualisation : — |                                                                                            |                                                                                            |                                                                                            |                                                                                            |                                                                                            |                                                                                            |                                                                                            |                                                                                            |

### Lignes de 30-10 à 30-19
| Ligne | Caractéristiques | Caractéristiques                                                                           | Caractéristiques                                                                           | Caractéristiques                                                                           | Caractéristiques                                                                           | Caractéristiques                                                                           | Caractéristiques                                                                           | Caractéristiques                                                                           | Caractéristiques                                                                           |
| 30-10 | Gare de Taverny ⥋ Gare de Montigny - Beauchamp | Gare de Taverny ⥋ Gare de Montigny - Beauchamp                                             | Gare de Taverny ⥋ Gare de Montigny - Beauchamp                                             | Gare de Taverny ⥋ Gare de Montigny - Beauchamp                                             | Gare de Taverny ⥋ Gare de Montigny - Beauchamp                                             | Gare de Taverny ⥋ Gare de Montigny - Beauchamp                                             | Gare de Taverny ⥋ Gare de Montigny - Beauchamp                                             | Gare de Taverny ⥋ Gare de Montigny - Beauchamp                                             | Gare de Taverny ⥋ Gare de Montigny - Beauchamp                                             |
| ----- | --- | ------------------------------------------------------------------------------------------ | ------------------------------------------------------------------------------------------ | ------------------------------------------------------------------------------------------ | ------------------------------------------------------------------------------------------ | ------------------------------------------------------------------------------------------ | ------------------------------------------------------------------------------------------ | ------------------------------------------------------------------------------------------ | ------------------------------------------------------------------------------------------ |
| 30-10 | Ouverture / Fermeture — / — | Longueur —                                                                                 | Durée 10-25 min                                                                            | Nb. d’arrêts 13                                                                            | Matériel Citaro C2                                                                         | Jours de fonctionnement L, Ma, Me, J, V, S, D                                              | Jour / Soir / Nuit / Fêtes O / N / N / O                                                   | Voy. / an —                                                                                | Dépôt Beauchamp                                                                            |
| 30-10 | Desserte : - Villes et lieux desservis : Taverny et Beauchamp - Gares desservies : Taverny et Montigny - Beauchamp |                                                                                            |                                                                                            |                                                                                            |                                                                                            |                                                                                            |                                                                                            |                                                                                            |                                                                                            |
| 30-10 | Autre : - Zone traversée : 4 - Arrêts non accessibles aux UFR : Gare de Taverny, Docteur Roux (vers Beauchamp), Les Coutures, Pierre de Coubertin, Place de Verdun (vers Beauchamp) et Gare de Montigny - Beauchamp - Amplitudes horaires : La ligne fonctionne du lundi au vendredi de 5 h 50 à 21 h 10, le samedi de 6 h 10 à 21 h 15 et les dimanches et fêtes de 8 h 30 à 12 h 45. - Particularités : - L'arrêt Portes de Taverny est desservi du lundi au samedi à certaines heures ; - Les arrêts Rue des Écoles et Les Lilas ne sont pas desservis du lundi au vendredi avant 9 h en direction de Taverny et après 16 h 30 en direction de Beauchamp. - Date de dernière mise à jour : 2 octobre 2018.        |                                                                                            |                                                                                            |                                                                                            |                                                                                            |                                                                                            |                                                                                            |                                                                                            |                                                                                            |
| 30-10 | Dernière actualisation : — |                                                                                            |                                                                                            |                                                                                            |                                                                                            |                                                                                            |                                                                                            |                                                                                            |                                                                                            |
| 30-11 | Ermont — La Tour (aux heures creuses) / Ermont — Les Espérances ⥋ Gare d'Ermont - Eaubonne | Ermont — La Tour (aux heures creuses) / Ermont — Les Espérances ⥋ Gare d'Ermont - Eaubonne | Ermont — La Tour (aux heures creuses) / Ermont — Les Espérances ⥋ Gare d'Ermont - Eaubonne | Ermont — La Tour (aux heures creuses) / Ermont — Les Espérances ⥋ Gare d'Ermont - Eaubonne | Ermont — La Tour (aux heures creuses) / Ermont — Les Espérances ⥋ Gare d'Ermont - Eaubonne | Ermont — La Tour (aux heures creuses) / Ermont — Les Espérances ⥋ Gare d'Ermont - Eaubonne | Ermont — La Tour (aux heures creuses) / Ermont — Les Espérances ⥋ Gare d'Ermont - Eaubonne | Ermont — La Tour (aux heures creuses) / Ermont — Les Espérances ⥋ Gare d'Ermont - Eaubonne | Ermont — La Tour (aux heures creuses) / Ermont — Les Espérances ⥋ Gare d'Ermont - Eaubonne |
| 30-11 | Ouverture / Fermeture — / — | Longueur 4,9 km                                                                            | Durée 10-20 min                                                                            | Nb. d’arrêts 19                                                                            | Matériel Citaro C2 GX 337 hybride                                                          | Jours de fonctionnement L, Ma, Me, J, V, S                                                 | Jour / Soir / Nuit / Fêtes O / N / N / N                                                   | Voy. / an —                                                                                | Dépôt Beauchamp                                                                            |
| 30-11 | Desserte : - Ville et lieux desservis : Ermont - Gares desservies : Cernay et Ermont - Eaubonne |                                                                                            |                                                                                            |                                                                                            |                                                                                            |                                                                                            |                                                                                            |                                                                                            |                                                                                            |
| 30-11 | Autre : - Zone traversée : 4 - Arrêts non accessibles aux UFR : La Tour, Claude Debussy (vers Ermont), Cimetière (vers La Tour), Saint-Exupéry, Les Espérances, Square du 8 mai 1945 (vers La Tour), Le Foirail (vers La Tour), L'Orme-Saint-Edme, Président Georges Pompidou (vers Ermont), Les Carreaux, La Commanderie, Les Marronniers, Lycée Van Gogh, Stade Raoul Dautry, Clinique et Parking - Gare - Amplitudes horaires : La ligne fonctionne du lundi au vendredi de 6 h 5 à 21 h 15 et le samedi de 6 h 35 à 20 h. - Particularités : Il existe des services du lundi au vendredi le matin de Gare d'Ermont - Eaubonne à Saint-Exupéry à certaines heures. - Date de dernière mise à jour : 20 mars 2021. |                                                                                            |                                                                                            |                                                                                            |                                                                                            |                                                                                            |                                                                                            |                                                                                            |                                                                                            |
| 30-11 | Dernière actualisation : — |                                                                                            |                                                                                            |                                                                                            |                                                                                            |                                                                                            |                                                                                            |                                                                                            |                                                                                            |
| 30-12 | Gare de Cormeilles-en-Parisis ⥋ Gare de Franconville | Gare de Cormeilles-en-Parisis ⥋ Gare de Franconville                                       | Gare de Cormeilles-en-Parisis ⥋ Gare de Franconville                                       | Gare de Cormeilles-en-Parisis ⥋ Gare de Franconville                                       | Gare de Cormeilles-en-Parisis ⥋ Gare de Franconville                                       | Gare de Cormeilles-en-Parisis ⥋ Gare de Franconville                                       | Gare de Cormeilles-en-Parisis ⥋ Gare de Franconville                                       | Gare de Cormeilles-en-Parisis ⥋ Gare de Franconville                                       | Gare de Cormeilles-en-Parisis ⥋ Gare de Franconville                                       |
| 30-12 | Ouverture / Fermeture — / — | Longueur —                                                                                 | Durée 15-20 min                                                                            | Nb. d’arrêts 14                                                                            | Matériel GX 137 Citaro C2                                                                  | Jours de fonctionnement L, Ma, Me, J, V, S, D                                              | Jour / Soir / Nuit / Fêtes O / N / N / O                                                   | Voy. / an —                                                                                | Dépôt Beauchamp                                                                            |
| 30-12 | Desserte : - Villes et lieux desservis : Cormeilles-en-Parisis, Franconville et Sannois - Gares desservies : Cormeilles-en-Parisis et Franconville - Le Plessis-Bouchard |                                                                                            |                                                                                            |                                                                                            |                                                                                            |                                                                                            |                                                                                            |                                                                                            |                                                                                            |
| 30-12 | Autre : - Zone traversée : 4 - Arrêts non accessibles aux UFR : — - Amplitudes horaires : La ligne fonctionne du lundi au vendredi de 5 h 20 à 22 h 50, le samedi de 5 h 40 à 22 h 25 et les dimanches et fêtes à partir de 7 h 30. - Particularités : Les premiers et les derniers services du lundi au samedi ainsi que toute la journée les dimanches et fêtes se font sous forme de service circulaire au départ de la gare de Franconville. - Date de dernière mise à jour : 2 octobre 2018. |                                                                                            |                                                                                            |                                                                                            |                                                                                            |                                                                                            |                                                                                            |                                                                                            |                                                                                            |
| 30-12 | Dernière actualisation : — |                                                                                            |                                                                                            |                                                                                            |                                                                                            |                                                                                            |                                                                                            |                                                                                            |                                                                                            |
| 30-14 | Gare de Saint-Leu-la-Forêt ⥋ Gare de Franconville - Le Plessis-Bouchard | Gare de Saint-Leu-la-Forêt ⥋ Gare de Franconville - Le Plessis-Bouchard                    | Gare de Saint-Leu-la-Forêt ⥋ Gare de Franconville - Le Plessis-Bouchard                    | Gare de Saint-Leu-la-Forêt ⥋ Gare de Franconville - Le Plessis-Bouchard                    | Gare de Saint-Leu-la-Forêt ⥋ Gare de Franconville - Le Plessis-Bouchard                    | Gare de Saint-Leu-la-Forêt ⥋ Gare de Franconville - Le Plessis-Bouchard                    | Gare de Saint-Leu-la-Forêt ⥋ Gare de Franconville - Le Plessis-Bouchard                    | Gare de Saint-Leu-la-Forêt ⥋ Gare de Franconville - Le Plessis-Bouchard                    | Gare de Saint-Leu-la-Forêt ⥋ Gare de Franconville - Le Plessis-Bouchard                    |
| 30-14 | Ouverture / Fermeture — / — | Longueur —                                                                                 | Durée 15 min                                                                               | Nb. d’arrêts 11                                                                            | Matériel Citaro C2                                                                         | Jours de fonctionnement L, Ma, Me, J, V                                                    | Jour / Soir / Nuit / Fêtes O / N / N / N                                                   | Voy. / an —                                                                                | Dépôts Beauchamp Montlignon                                                                |
| 30-14 | Desserte : - Villes et lieux desservis : Saint-Leu-la-Forêt (médiathèque intercommunale Georges-Pompidou, piscine, gymnase Jean-Moulin, collège Wanda-Landowska), Le Plessis-Bouchard (centre commercial Les Hauts de Saint-Nicolas, hôtel de ville, église Saint-Nicolas, parc Yves-Carric, gymnase Alexopoulous) et Franconville - Gares desservies : Saint-Leu-la-Forêt et Franconville - Le Plessis-Bouchard |                                                                                            |                                                                                            |                                                                                            |                                                                                            |                                                                                            |                                                                                            |                                                                                            |                                                                                            |
| 30-14 | Autre : - Zone traversée : 4 - Arrêts non accessibles aux UFR : Gare de Saint-Leu-la-Forêt, Rue Michelet. - Amplitudes horaires : La ligne fonctionne du lundi au vendredi de 5 h 55 à 21 h 20. - Date de dernière mise à jour : 17 juin 2023. |                                                                                            |                                                                                            |                                                                                            |                                                                                            |                                                                                            |                                                                                            |                                                                                            |                                                                                            |
| 30-14 | Dernière actualisation : — |                                                                                            |                                                                                            |                                                                                            |                                                                                            |                                                                                            |                                                                                            |                                                                                            |                                                                                            |
| 30-18 | Gare de Montigny - Beauchamp ⥋ Gare de Bessancourt | Gare de Montigny - Beauchamp ⥋ Gare de Bessancourt                                         | Gare de Montigny - Beauchamp ⥋ Gare de Bessancourt                                         | Gare de Montigny - Beauchamp ⥋ Gare de Bessancourt                                         | Gare de Montigny - Beauchamp ⥋ Gare de Bessancourt                                         | Gare de Montigny - Beauchamp ⥋ Gare de Bessancourt                                         | Gare de Montigny - Beauchamp ⥋ Gare de Bessancourt                                         | Gare de Montigny - Beauchamp ⥋ Gare de Bessancourt                                         | Gare de Montigny - Beauchamp ⥋ Gare de Bessancourt                                         |
| 30-18 | Ouverture / Fermeture — / — | Longueur —                                                                                 | Durée 10-20 min                                                                            | Nb. d’arrêts 13                                                                            | Matériel Citaro C2                                                                         | Jours de fonctionnement L, Ma, Me, J, V                                                    | Jour / Soir / Nuit / Fêtes O / N / N / N                                                   | Voy. / an —                                                                                | Dépôt Beauchamp                                                                            |
| 30-18 | Desserte : - Villes et lieux desservis : Beauchamp, Taverny et Bessancourt - Gares desservies : Montigny - Beauchamp et Bessancourt |                                                                                            |                                                                                            |                                                                                            |                                                                                            |                                                                                            |                                                                                            |                                                                                            |                                                                                            |
| 30-18 | Autre : - Zone traversée : 4 - Arrêts non accessibles aux UFR : Sainte-Honorine, Place de Verdun (vers Bessancourt), Les Beauchamps, Le Chêne Bocquet, Châtaigniers I, Concordet et Gare de Bessancourt - Amplitudes horaires : La ligne fonctionne du lundi au vendredi de 6 h 5 à 22 h 30. - Date de dernière mise à jour : 2 octobre 2018. |                                                                                            |                                                                                            |                                                                                            |                                                                                            |                                                                                            |                                                                                            |                                                                                            |                                                                                            |
| 30-18 | Dernière actualisation : — |                                                                                            |                                                                                            |                                                                                            |                                                                                            |                                                                                            |                                                                                            |                                                                                            |                                                                                            |

### Lignes de 30-20 à 30-29
| Ligne  | Caractéristiques | Caractéristiques | Caractéristiques | Caractéristiques | Caractéristiques | Caractéristiques | Caractéristiques | Caractéristiques | Caractéristiques |
| 30-21E | Gare de Cormeilles-en-Parisis ⥋ Cormeilles-en-Parisis — Emy-les-Prés | Gare de Cormeilles-en-Parisis ⥋ Cormeilles-en-Parisis — Emy-les-Prés                                                               | Gare de Cormeilles-en-Parisis ⥋ Cormeilles-en-Parisis — Emy-les-Prés                                                               | Gare de Cormeilles-en-Parisis ⥋ Cormeilles-en-Parisis — Emy-les-Prés                                                               | Gare de Cormeilles-en-Parisis ⥋ Cormeilles-en-Parisis — Emy-les-Prés                                                               | Gare de Cormeilles-en-Parisis ⥋ Cormeilles-en-Parisis — Emy-les-Prés                                                               | Gare de Cormeilles-en-Parisis ⥋ Cormeilles-en-Parisis — Emy-les-Prés                                                               | Gare de Cormeilles-en-Parisis ⥋ Cormeilles-en-Parisis — Emy-les-Prés                                                               | Gare de Cormeilles-en-Parisis ⥋ Cormeilles-en-Parisis — Emy-les-Prés                                                               |
| ------ | --- | --- | --- | --- | --- | --- | --- | --- | --- |
| 30-21E | Ouverture / Fermeture — / — | Longueur — | Durée 10 min | Nb. d’arrêts 10 | Matériel GX 137 Oréos 2X électrique                                                                                                | Jours de fonctionnement L, Ma, Me, J, V                                                                                            | Jour / Soir / Nuit / Fêtes O / N / N / N                                                                                           | Voy. / an — | Dépôt Beauchamp |
| 30-21E | Desserte : - Ville et lieux desservis : Cormeilles-en-Parisis - Gare desservie : Cormeilles-en-Parisis | | | | | | | | |
| 30-21E | Autre : - Zone traversée : 4 - Arrêt non accessible aux UFR : Emy-les-Prés - Amplitudes horaires : La ligne fonctionne du lundi au vendredi de 6 h 30 à 9 h 5 puis de 16 h 35 à 22 h. - Date de dernière mise à jour : 2 octobre 2018. | | | | | | | | |
| 30-21E | Dernière actualisation : — | | | | | | | | |
| 30-21O | Gare de Cormeilles-en-Parisis ⥋ Cormeilles-en-Parisis — Côte Saint-Rémy - Champs Druets | Gare de Cormeilles-en-Parisis ⥋ Cormeilles-en-Parisis — Côte Saint-Rémy - Champs Druets                                            | Gare de Cormeilles-en-Parisis ⥋ Cormeilles-en-Parisis — Côte Saint-Rémy - Champs Druets                                            | Gare de Cormeilles-en-Parisis ⥋ Cormeilles-en-Parisis — Côte Saint-Rémy - Champs Druets                                            | Gare de Cormeilles-en-Parisis ⥋ Cormeilles-en-Parisis — Côte Saint-Rémy - Champs Druets                                            | Gare de Cormeilles-en-Parisis ⥋ Cormeilles-en-Parisis — Côte Saint-Rémy - Champs Druets                                            | Gare de Cormeilles-en-Parisis ⥋ Cormeilles-en-Parisis — Côte Saint-Rémy - Champs Druets                                            | Gare de Cormeilles-en-Parisis ⥋ Cormeilles-en-Parisis — Côte Saint-Rémy - Champs Druets                                            | Gare de Cormeilles-en-Parisis ⥋ Cormeilles-en-Parisis — Côte Saint-Rémy - Champs Druets                                            |
| 30-21O | Ouverture / Fermeture — / — | Longueur — | Durée 5 min | Nb. d’arrêts 6 | Matériel GX 137 | Jours de fonctionnement L, Ma, Me, J, V                                                                                            | Jour / Soir / Nuit / Fêtes O / N / N / N                                                                                           | Voy. / an — | Dépôt Beauchamp |
| 30-21O | Desserte : - Villes et lieux desservis : Cormeilles-en-Parisis et La Frette-sur-Seine - Gare desservie : Cormeilles-en-Parisis | | | | | | | | |
| 30-21O | Autre : - Zone traversée : 4 - Arrêt non accessible aux UFR : Côte Saint-Rémy - Champs Druets - Amplitudes horaires : La ligne fonctionne du lundi au vendredi de 6 h 40 à 8 h 45 puis de 16 h 50 à 21 h 35. - Date de dernière mise à jour : 2 octobre 2018. | | | | | | | | |
| 30-21O | Dernière actualisation : — | | | | | | | | |
| 30-22  | Sannois — Résidence du Moulin ⥋ Gare de Cernay | Sannois — Résidence du Moulin ⥋ Gare de Cernay                                                                                     | Sannois — Résidence du Moulin ⥋ Gare de Cernay                                                                                     | Sannois — Résidence du Moulin ⥋ Gare de Cernay                                                                                     | Sannois — Résidence du Moulin ⥋ Gare de Cernay                                                                                     | Sannois — Résidence du Moulin ⥋ Gare de Cernay                                                                                     | Sannois — Résidence du Moulin ⥋ Gare de Cernay                                                                                     | Sannois — Résidence du Moulin ⥋ Gare de Cernay                                                                                     | Sannois — Résidence du Moulin ⥋ Gare de Cernay                                                                                     |
| 30-22  | Ouverture / Fermeture — / — | Longueur — | Durée 15-25 min | Nb. d’arrêts 16 | Matériel Citaro C2 | Jours de fonctionnement L, Ma, Me, J, V, S                                                                                         | Jour / Soir / Nuit / Fêtes O / N / N / N                                                                                           | Voy. / an — | Dépôt Beauchamp |
| 30-22  | Desserte : - Villes et lieux desservis : Sannois et Ermont - Gare desservie : Cernay | | | | | | | | |
| 30-22  | Autre : - Zone traversée : 4 - Arrêts non accessibles aux UFR : Résidence du Moulin, Les Aubines, Touzelin, Pozzi, Puits-Mi-Ville, Hôtel de Ville (vers Cernay), Alexandre Ribot (vers Cernay), Gambetta, Collège Jean-Moulin, Marcel Pagnol, Stade Delaune, La Commanderie, Rue de Sannois et Lycée Van-Gogh - Amplitudes horaires : La ligne fonctionne du lundi au vendredi de 6 h 15 à 20 h 5 et le samedi en période scolaire de 7 h 40 à 8 h 55 puis de 11 h 20 à 12 h 35. - Particularités : Des passages supplémentaires sont effectués en période scolaire à certaines heures du lundi au vendredi. Les arrêts entre Alexandre Ribot et La Commanderie sont desservis du lundi au vendredi à certaines heures. - Date de dernière mise à jour : 2 octobre 2018. | | | | | | | | |
| 30-22  | Dernière actualisation : — | | | | | | | | |
| 30-23  | Gare de Montigny - Beauchamp ⥋ Gare de Saint-Leu-la-Forêt | Gare de Montigny - Beauchamp ⥋ Gare de Saint-Leu-la-Forêt                                                                          | Gare de Montigny - Beauchamp ⥋ Gare de Saint-Leu-la-Forêt                                                                          | Gare de Montigny - Beauchamp ⥋ Gare de Saint-Leu-la-Forêt                                                                          | Gare de Montigny - Beauchamp ⥋ Gare de Saint-Leu-la-Forêt                                                                          | Gare de Montigny - Beauchamp ⥋ Gare de Saint-Leu-la-Forêt                                                                          | Gare de Montigny - Beauchamp ⥋ Gare de Saint-Leu-la-Forêt                                                                          | Gare de Montigny - Beauchamp ⥋ Gare de Saint-Leu-la-Forêt                                                                          | Gare de Montigny - Beauchamp ⥋ Gare de Saint-Leu-la-Forêt                                                                          |
| 30-23  | Ouverture / Fermeture — / — | Longueur — | Durée 10-35 min | Nb. d’arrêts 24 | Matériel Citaro C2 | Jours de fonctionnement L, Ma, Me, J, V, S                                                                                         | Jour / Soir / Nuit / Fêtes O / N / N / N                                                                                           | Voy. / an — | Dépôt Beauchamp |
| 30-23  | Desserte : - Villes et lieux desservis : Beauchamp, Taverny, Saint-Leu-la-Forêt et Saint-Prix - Gares desservies : Montigny - Beauchamp et Saint-Leu-la-Forêt | | | | | | | | |
| 30-23  | Autre : - Zone traversée : 4 - Arrêts non accessibles aux UFR : Les Lias, Rue des Écoles, Sainte-Honorine, Place de Verdun (vers Saint-Leu), Croix Rouge et de Centre commercial à Gare de Saint-Leu-la-Forêt (sauf RD 928) - Amplitudes horaires : La ligne fonctionne du lundi au vendredi de 6 h 20 à 19 h 25 et le samedi en période scolaire de 7 h 15 à 13 h 35. - Particularités : Il existe des services de Rue du Général Leclerc à Gare de Saint-Leu-la-Forêt et entre Place de Verdun et Gare de Saint-Leu-la-Forêt en période scolaire. Les arrêts entre Piscine et Les Tilleuls, et entre Rue de Paris et Place de la Libération en direction de Sain-Leu sont desservis à certaines heures en période scolaire. Les arrêts Les Lias et Rue des Écoles sont desservis après 11 h en direction de Sain-Leu et dans le sens inverse jusqu'à 14 h. - Date de dernière mise à jour : 2 octobre 2018. | | | | | | | | |
| 30-23  | Dernière actualisation : — | | | | | | | | |
| 30-28  | Gare de Pierrelaye ⥋ Saint-Ouen-l'Aumône — Lycée Edmond Rostand / Saint-Ouen-l'Aumône — Collège Marcel Pagnol (à certaines heures) | Gare de Pierrelaye ⥋ Saint-Ouen-l'Aumône — Lycée Edmond Rostand / Saint-Ouen-l'Aumône — Collège Marcel Pagnol (à certaines heures) | Gare de Pierrelaye ⥋ Saint-Ouen-l'Aumône — Lycée Edmond Rostand / Saint-Ouen-l'Aumône — Collège Marcel Pagnol (à certaines heures) | Gare de Pierrelaye ⥋ Saint-Ouen-l'Aumône — Lycée Edmond Rostand / Saint-Ouen-l'Aumône — Collège Marcel Pagnol (à certaines heures) | Gare de Pierrelaye ⥋ Saint-Ouen-l'Aumône — Lycée Edmond Rostand / Saint-Ouen-l'Aumône — Collège Marcel Pagnol (à certaines heures) | Gare de Pierrelaye ⥋ Saint-Ouen-l'Aumône — Lycée Edmond Rostand / Saint-Ouen-l'Aumône — Collège Marcel Pagnol (à certaines heures) | Gare de Pierrelaye ⥋ Saint-Ouen-l'Aumône — Lycée Edmond Rostand / Saint-Ouen-l'Aumône — Collège Marcel Pagnol (à certaines heures) | Gare de Pierrelaye ⥋ Saint-Ouen-l'Aumône — Lycée Edmond Rostand / Saint-Ouen-l'Aumône — Collège Marcel Pagnol (à certaines heures) | Gare de Pierrelaye ⥋ Saint-Ouen-l'Aumône — Lycée Edmond Rostand / Saint-Ouen-l'Aumône — Collège Marcel Pagnol (à certaines heures) |
| 30-28  | Ouverture / Fermeture — / — | Longueur — | Durée 10-15 min | Nb. d’arrêts 4 | Matériel S 417 UL | Jours de fonctionnement L, Ma, Me, J, V                                                                                            | Jour / Soir / Nuit / Fêtes O / N / N / N                                                                                           | Voy. / an — | Dépôt Beauchamp |
| 30-28  | Desserte : - Villes et lieux desservis : Pierrelaye et Saint-Ouen-l'Aumône - Gare desservie : Pierrelaye | | | | | | | | |
| 30-28  | Autre : - Zone traversée : 5 - Arrêts non accessibles aux UFR : Tous - Amplitudes horaires : La ligne fonctionne du lundi au vendredi en période scolaire de 8 h 10 à 9 h 15 / 9 h 10 (le mercredi uniquement) puis de 16 h 45 à 18 h / 14 h 45 à 15 h 55 (le mercredi uniquement). - Particularités : L'arrêt Collège Marcel Pagnol est desservi uniquement les lundis, mardis, jeudis et vendredis à certaines heures. - Date de dernière mise à jour : 2 octobre 2018. | | | | | | | | |
| 30-28  | Dernière actualisation : — | | | | | | | | |

### Lignes de 30-30 à 30-39
| Ligne | Caractéristiques | Caractéristiques | Caractéristiques | Caractéristiques | Caractéristiques | Caractéristiques | Caractéristiques | Caractéristiques | Caractéristiques |
| 30-31 | Montigny-lès-Cormeilles — La Tuile ⥋ Taverny — Lycée / Collège - Voie des Sports | Montigny-lès-Cormeilles — La Tuile ⥋ Taverny — Lycée / Collège - Voie des Sports                                                                                     | Montigny-lès-Cormeilles — La Tuile ⥋ Taverny — Lycée / Collège - Voie des Sports                                                                                     | Montigny-lès-Cormeilles — La Tuile ⥋ Taverny — Lycée / Collège - Voie des Sports                                                                                     | Montigny-lès-Cormeilles — La Tuile ⥋ Taverny — Lycée / Collège - Voie des Sports                                                                                     | Montigny-lès-Cormeilles — La Tuile ⥋ Taverny — Lycée / Collège - Voie des Sports                                                                                     | Montigny-lès-Cormeilles — La Tuile ⥋ Taverny — Lycée / Collège - Voie des Sports                                                                                     | Montigny-lès-Cormeilles — La Tuile ⥋ Taverny — Lycée / Collège - Voie des Sports                                                                                     | Montigny-lès-Cormeilles — La Tuile ⥋ Taverny — Lycée / Collège - Voie des Sports                                                                                     |
| ----- | --- | --- | --- | --- | --- | --- | --- | --- | --- |
| 30-31 | Ouverture / Fermeture 2 septembre 2002 / — | Longueur — | Durée 20-35 min | Nb. d’arrêts 19 | Matériel S 415 H S 417 UL | Jours de fonctionnement L, Ma, Me, J, V, S | Jour / Soir / Nuit / Fêtes O / N / N / N | Voy. / an — | Dépôt Beauchamp |
| 30-31 | Desserte : - Villes et lieux desservis : Taverny, Herblay-sur-Seine et Montigny-lès-Cormeilles - Gare desservie : Montigny - Beauchamp | | | | | | | | |
| 30-31 | Autre : - Zone traversée : 4 - Arrêts non accessibles aux UFR : — - Amplitudes horaires : La ligne fonctionne en période scolaire du lundi au vendredi de 7 h 45 à 9 h 15 puis de 15 h 45 à 18 h 15 (lundi, mardi, jeudi et vendredi) / de 12 h 45 à 18 h 15 (mercredi uniquement) et le samedi de 7 h 40 à 8 h 15 puis de 12 h 45 à 13 h 20. - Date de dernière mise à jour : 20 janvier 2019. | | | | | | | | |
| 30-31 | Dernière actualisation : — | | | | | | | | |
| 30-32 | Cormeilles-en-Parisis — Chemin Vert (le soir) / Cormeilles-en-Parisis — Imbs (le matin) / Cormeilles-en-Parisis — Emy les Prés ⥋ Herblay-sur-Seine — Lycée / Collège | Cormeilles-en-Parisis — Chemin Vert (le soir) / Cormeilles-en-Parisis — Imbs (le matin) / Cormeilles-en-Parisis — Emy les Prés ⥋ Herblay-sur-Seine — Lycée / Collège | Cormeilles-en-Parisis — Chemin Vert (le soir) / Cormeilles-en-Parisis — Imbs (le matin) / Cormeilles-en-Parisis — Emy les Prés ⥋ Herblay-sur-Seine — Lycée / Collège | Cormeilles-en-Parisis — Chemin Vert (le soir) / Cormeilles-en-Parisis — Imbs (le matin) / Cormeilles-en-Parisis — Emy les Prés ⥋ Herblay-sur-Seine — Lycée / Collège | Cormeilles-en-Parisis — Chemin Vert (le soir) / Cormeilles-en-Parisis — Imbs (le matin) / Cormeilles-en-Parisis — Emy les Prés ⥋ Herblay-sur-Seine — Lycée / Collège | Cormeilles-en-Parisis — Chemin Vert (le soir) / Cormeilles-en-Parisis — Imbs (le matin) / Cormeilles-en-Parisis — Emy les Prés ⥋ Herblay-sur-Seine — Lycée / Collège | Cormeilles-en-Parisis — Chemin Vert (le soir) / Cormeilles-en-Parisis — Imbs (le matin) / Cormeilles-en-Parisis — Emy les Prés ⥋ Herblay-sur-Seine — Lycée / Collège | Cormeilles-en-Parisis — Chemin Vert (le soir) / Cormeilles-en-Parisis — Imbs (le matin) / Cormeilles-en-Parisis — Emy les Prés ⥋ Herblay-sur-Seine — Lycée / Collège | Cormeilles-en-Parisis — Chemin Vert (le soir) / Cormeilles-en-Parisis — Imbs (le matin) / Cormeilles-en-Parisis — Emy les Prés ⥋ Herblay-sur-Seine — Lycée / Collège |
| 30-32 | Ouverture / Fermeture 2 septembre 2002 / — | Longueur — | Durée 30-35 min | Nb. d’arrêts 11 | Matériel S 415 H S 417 UL | Jours de fonctionnement L, Ma, Me, J, V | Jour / Soir / Nuit / Fêtes O / N / N / N | Voy. / an — | Dépôt Beauchamp |
| 30-32 | Desserte : - Villes et lieux desservis : Cormeilles-en-Parisis, La Frette-sur-Seine, Montigny-les-Cormeilles et Herblay-sur-Seine - Gares desservies : Cormeilles-en-Parisis et La Frette - Montigny | | | | | | | | |
| 30-32 | Autre : - Zone traversée : 4 - Arrêts non accessibles aux UFR : Tous - Amplitudes horaires : La ligne fonctionne du lundi au vendredi en période scolaire de 7 h 35 à 9 h 15 puis de 15 h 45 à 18 h 20 / 12 h 40 à 18 h 20 (le mercredi uniquement). - Particularités : L'arrêt Carrefour L. Moutier est desservi uniquement entre Emy les Prés et Lycée / Collège. - Date de dernière mise à jour : 20 janvier 2019. | | | | | | | | |
| 30-32 | Dernière actualisation : — | | | | | | | | |
| 30-33 | Gare de Montigny - Beauchamp ⥋ Montigny-les-Cormeilles — Collège Camille Claudel | Gare de Montigny - Beauchamp ⥋ Montigny-les-Cormeilles — Collège Camille Claudel                                                                                     | Gare de Montigny - Beauchamp ⥋ Montigny-les-Cormeilles — Collège Camille Claudel                                                                                     | Gare de Montigny - Beauchamp ⥋ Montigny-les-Cormeilles — Collège Camille Claudel                                                                                     | Gare de Montigny - Beauchamp ⥋ Montigny-les-Cormeilles — Collège Camille Claudel                                                                                     | Gare de Montigny - Beauchamp ⥋ Montigny-les-Cormeilles — Collège Camille Claudel                                                                                     | Gare de Montigny - Beauchamp ⥋ Montigny-les-Cormeilles — Collège Camille Claudel                                                                                     | Gare de Montigny - Beauchamp ⥋ Montigny-les-Cormeilles — Collège Camille Claudel                                                                                     | Gare de Montigny - Beauchamp ⥋ Montigny-les-Cormeilles — Collège Camille Claudel                                                                                     |
| 30-33 | Ouverture / Fermeture 2 septembre 2002 / — | Longueur — | Durée 10 min | Nb. d’arrêts 5 | Matériel S 415 H Citaro C2 | Jours de fonctionnement L, Ma, Me, J, V | Jour / Soir / Nuit / Fêtes O / N / N / N | Voy. / an — | Dépôt Beauchamp |
| 30-33 | Desserte : - Ville et lieux desservis : Montigny-les-Cormeilles - Gare desservie : Montigny - Beauchamp | | | | | | | | |
| 30-33 | Autre : - Zone traversée : 4 - Arrêts non accessibles aux UFR : Les Maréeux, Simone Eiffes, La Source (vers Collège Camille Claudel) et Collège Camille Claudel - Amplitudes horaires : La ligne fonctionne du lundi au vendredi en période scolaire de 8 h 30 à 8 h 40 puis de 16 h 25 à 17 h 30 / 12 h à 13 h (le mercredi uniquement). - Date de dernière mise à jour : 12 octobre 2018. | | | | | | | | |
| 30-33 | Dernière actualisation : — | | | | | | | | |
| 30-34 | La Frette-sur-Seine — Lefèvre - Argenteuil ⥋ Cormeilles-en-Parisis — Collège Louis Hayet | La Frette-sur-Seine — Lefèvre - Argenteuil ⥋ Cormeilles-en-Parisis — Collège Louis Hayet                                                                             | La Frette-sur-Seine — Lefèvre - Argenteuil ⥋ Cormeilles-en-Parisis — Collège Louis Hayet                                                                             | La Frette-sur-Seine — Lefèvre - Argenteuil ⥋ Cormeilles-en-Parisis — Collège Louis Hayet                                                                             | La Frette-sur-Seine — Lefèvre - Argenteuil ⥋ Cormeilles-en-Parisis — Collège Louis Hayet                                                                             | La Frette-sur-Seine — Lefèvre - Argenteuil ⥋ Cormeilles-en-Parisis — Collège Louis Hayet                                                                             | La Frette-sur-Seine — Lefèvre - Argenteuil ⥋ Cormeilles-en-Parisis — Collège Louis Hayet                                                                             | La Frette-sur-Seine — Lefèvre - Argenteuil ⥋ Cormeilles-en-Parisis — Collège Louis Hayet                                                                             | La Frette-sur-Seine — Lefèvre - Argenteuil ⥋ Cormeilles-en-Parisis — Collège Louis Hayet                                                                             |
| 30-34 | Ouverture / Fermeture 2 septembre 2002 / — | Longueur — | Durée 15-25 min | Nb. d’arrêts 18 | Matériel S 415 H | Jours de fonctionnement L, Ma, Me, J, V | Jour / Soir / Nuit / Fêtes O / N / N / N | Voy. / an — | Dépôt Beauchamp |
| 30-34 | Desserte : - Villes et lieux desservis : La Frette-sur-Seine et Cormeilles-en-Parisis - Gares desservies : La Frette - Montigny et Cormeilles-en-Parisis | | | | | | | | |
| 30-34 | Autre : - Zone traversée : 4 - Arrêts non accessibles aux UFR : De Lefèvre - Argenteuil à Place de la Gare, Gare SNCF - RD 392 (vers Cormeilles), Val d'Or (vers Cormeilles) et de Gare SNCF - RD 392 à Collège Louis Hayet - Amplitudes horaires : La ligne fonctionne du lundi au vendredi en période scolaire de 7 h 15 à 8 h 45 puis de 15 h 30 à 17 h 55 / 12 h 5 à 13 h 20 (le mercredi uniquement). - Particularités : Les arrêts entre Lefèvre - Argenteuil et Base de Loisirs, et entre Côté Saint-Rémy - Chps Druet et Alsace sont desservis à certaines heures. - Date de dernière mise à jour : 12 octobre 2018. | | | | | | | | |
| 30-34 | Dernière actualisation : — | | | | | | | | |
| 30-37 | (Circulaire) Gare de Franconville - Le Plessis-Bouchard ⥋ via Le Plessis-Bouchard | (Circulaire) Gare de Franconville - Le Plessis-Bouchard ⥋ via Le Plessis-Bouchard                                                                                    | (Circulaire) Gare de Franconville - Le Plessis-Bouchard ⥋ via Le Plessis-Bouchard                                                                                    | (Circulaire) Gare de Franconville - Le Plessis-Bouchard ⥋ via Le Plessis-Bouchard                                                                                    | (Circulaire) Gare de Franconville - Le Plessis-Bouchard ⥋ via Le Plessis-Bouchard                                                                                    | (Circulaire) Gare de Franconville - Le Plessis-Bouchard ⥋ via Le Plessis-Bouchard                                                                                    | (Circulaire) Gare de Franconville - Le Plessis-Bouchard ⥋ via Le Plessis-Bouchard                                                                                    | (Circulaire) Gare de Franconville - Le Plessis-Bouchard ⥋ via Le Plessis-Bouchard                                                                                    | (Circulaire) Gare de Franconville - Le Plessis-Bouchard ⥋ via Le Plessis-Bouchard                                                                                    |
| 30-37 | Ouverture / Fermeture 28 août 2006 / — | Longueur — | Durée 20-25 min | Nb. d’arrêts 13 | Matériel GX 137 | Jours de fonctionnement L, Ma, Me, J, V | Jour / Soir / Nuit / Fêtes O / N / N / N | Voy. / an — | Dépôt Beauchamp |
| 30-37 | Desserte : - Villes et lieux desservis : Franconville et Le Plessis-Bouchard - Gare desservie : Franconville - Le Plessis-Bouchard | | | | | | | | |
| 30-37 | Autre : - Zone traversée : 4 - Arrêts non accessibles aux UFR : De Albert Alline / Jules César à Pommiers Saulniers - Amplitudes horaires : La ligne fonctionne du lundi au vendredi de 5 h 55 à 20 h 55. - Particularités : Des passages supplémentaires sont effectués en période scolaire. Les arrêts entre Jules César et Pommiers Saulniers sont desservis du lundi au vendredi en période scolaire à certaines heures. - Date de dernière mise à jour : 2 octobre 2018. | | | | | | | | |
| 30-37 | Dernière actualisation : — | | | | | | | | |
| 30-38 | Gare de Cormeilles-en-Parisis ⥋ Gare de Montigny - Beauchamp | Gare de Cormeilles-en-Parisis ⥋ Gare de Montigny - Beauchamp | Gare de Cormeilles-en-Parisis ⥋ Gare de Montigny - Beauchamp | Gare de Cormeilles-en-Parisis ⥋ Gare de Montigny - Beauchamp | Gare de Cormeilles-en-Parisis ⥋ Gare de Montigny - Beauchamp | Gare de Cormeilles-en-Parisis ⥋ Gare de Montigny - Beauchamp | Gare de Cormeilles-en-Parisis ⥋ Gare de Montigny - Beauchamp | Gare de Cormeilles-en-Parisis ⥋ Gare de Montigny - Beauchamp | Gare de Cormeilles-en-Parisis ⥋ Gare de Montigny - Beauchamp |
| 30-38 | Ouverture / Fermeture 27 août 2007 / — | Longueur — | Durée 20-25 min | Nb. d’arrêts 9 | Matériel GX 137 | Jours de fonctionnement L, Ma, Me, J, V | Jour / Soir / Nuit / Fêtes O / N / N / N | Voy. / an — | Dépôt Beauchamp |
| 30-38 | Desserte : - Villes et lieux desservis : Cormeilles-en-Parisis, La Frette-sur-Seine, Montigny-lès-Cormeilles et Herblay-sur-Seine - Gares desservies : Cormeilles-en-Parisis, La Frette - Montigny et Montigny - Beauchamp | | | | | | | | |
| 30-38 | Autre : - Zone traversée : 4 - Arrêts non accessibles aux UFR : Gare de Cormeilles-en-Parisis, Val d'Or (vers Cormeilles), de Place de la Gare à La Tuile et de Cassin à Gare de Montigny - Beauchamp - Amplitudes horaires : La ligne fonctionne du lundi au vendredi de 6 h 30 à 21 h 20. - Date de dernière mise à jour : 20 janvier 2019. | | | | | | | | |
| 30-38 | Dernière actualisation : — | | | | | | | | |

### Lignes de 30-40 à 30-49
| Ligne | Caractéristiques | Caractéristiques                                                                                          | Caractéristiques                                                                                          | Caractéristiques                                                                                          | Caractéristiques                                                                                          | Caractéristiques                                                                                          | Caractéristiques                                                                                          | Caractéristiques                                                                                          | Caractéristiques                                                                                          |
| 30-42 | Sannois — Résidence du Moulin ⥋ Gare d'Argenteuil | Sannois — Résidence du Moulin ⥋ Gare d'Argenteuil                                                         | Sannois — Résidence du Moulin ⥋ Gare d'Argenteuil                                                         | Sannois — Résidence du Moulin ⥋ Gare d'Argenteuil                                                         | Sannois — Résidence du Moulin ⥋ Gare d'Argenteuil                                                         | Sannois — Résidence du Moulin ⥋ Gare d'Argenteuil                                                         | Sannois — Résidence du Moulin ⥋ Gare d'Argenteuil                                                         | Sannois — Résidence du Moulin ⥋ Gare d'Argenteuil                                                         | Sannois — Résidence du Moulin ⥋ Gare d'Argenteuil                                                         |
| ----- | --- | --- | --- | --- | --- | --- | --- | --- | --- |
| 30-42 | Ouverture / Fermeture 2 novembre 2009 / — | Longueur —                                                                                                | Durée 15-20 min                                                                                           | Nb. d’arrêts 15                                                                                           | Matériel Citaro C2                                                                                        | Jours de fonctionnement L, Ma, Me, J, V, S, D                                                             | Jour / Soir / Nuit / Fêtes O / N / N / N                                                                  | Voy. / an —                                                                                               | Dépôt Beauchamp                                                                                           |
| 30-42 | Desserte : - Ville et lieux desservis : Sannois, Argenteuil - Gare desservie : Sannois, Argenteuil | | | | | | | | |
| 30-42 | Autre : - Zone traversée : 4 - Arrêts non accessibles aux UFR : Tous - Amplitudes horaires : La ligne fonctionne du lundi au vendredi de 5 h 30 à 23 h 20 , le samedi de 6 h 30 à 21 h 40 et le dimanche de 7 h 30 à 21 h 55. - Particularités : Le matin, la ligne circule entre Résidence du Moulin et Argenteuil Gare SNCF et l'après-midi entre Résidence du Moulin et Argenteuil Gare SNCF. - Date de dernière mise à jour : 22 juillet 2020. | | | | | | | | |
| 30-42 | Dernière actualisation : — | | | | | | | | |
| 30-43 | Gare de Cernay ⥋ Ermont — La Tour | Gare de Cernay ⥋ Ermont — La Tour                                                                         | Gare de Cernay ⥋ Ermont — La Tour                                                                         | Gare de Cernay ⥋ Ermont — La Tour                                                                         | Gare de Cernay ⥋ Ermont — La Tour                                                                         | Gare de Cernay ⥋ Ermont — La Tour                                                                         | Gare de Cernay ⥋ Ermont — La Tour                                                                         | Gare de Cernay ⥋ Ermont — La Tour                                                                         | Gare de Cernay ⥋ Ermont — La Tour                                                                         |
| 30-43 | Ouverture / Fermeture 2 novembre 2009 / — | Longueur —                                                                                                | Durée 10 min                                                                                              | Nb. d’arrêts 6                                                                                            | Matériel Citaro C2                                                                                        | Jours de fonctionnement L, Ma, Me, J, V                                                                   | Jour / Soir / Nuit / Fêtes O / N / N / N                                                                  | Voy. / an —                                                                                               | Dépôt Beauchamp                                                                                           |
| 30-43 | Desserte : - Ville et lieux desservis : Ermont - Gare desservie : Cernay | | | | | | | | |
| 30-43 | Autre : - Zone traversée : 4 - Arrêts non accessibles aux UFR : Rue du 18 Juin et de Cimetière à La Tour - Amplitudes horaires : La ligne fonctionne du lundi au vendredi de 6 h 15 à 9 h 10 puis de 16 h 20 à 20 h 50. - Date de dernière mise à jour : 2 octobre 2018. | | | | | | | | |
| 30-43 | Dernière actualisation : — | | | | | | | | |
| 30-46 | Gare de Cormeilles-en-Parisis ⥋ Cormeilles-en-Parisis — Collège Louis Hayet | Gare de Cormeilles-en-Parisis ⥋ Cormeilles-en-Parisis — Collège Louis Hayet                               | Gare de Cormeilles-en-Parisis ⥋ Cormeilles-en-Parisis — Collège Louis Hayet                               | Gare de Cormeilles-en-Parisis ⥋ Cormeilles-en-Parisis — Collège Louis Hayet                               | Gare de Cormeilles-en-Parisis ⥋ Cormeilles-en-Parisis — Collège Louis Hayet                               | Gare de Cormeilles-en-Parisis ⥋ Cormeilles-en-Parisis — Collège Louis Hayet                               | Gare de Cormeilles-en-Parisis ⥋ Cormeilles-en-Parisis — Collège Louis Hayet                               | Gare de Cormeilles-en-Parisis ⥋ Cormeilles-en-Parisis — Collège Louis Hayet                               | Gare de Cormeilles-en-Parisis ⥋ Cormeilles-en-Parisis — Collège Louis Hayet                               |
| 30-46 | Ouverture / Fermeture 4 avril 2011 / — | Longueur —                                                                                                | Durée 12 min                                                                                              | Nb. d’arrêts 9                                                                                            | Matériel GX 127                                                                                           | Jours de fonctionnement L, Ma, Me, J, V                                                                   | Jour / Soir / Nuit / Fêtes O / N / N / N                                                                  | Voy. / an —                                                                                               | Dépôt Beauchamp                                                                                           |
| 30-46 | Desserte : - Ville et lieux desservis : Cormeilles-en-Parisis, Collège Louis Hayet, Zone d'habitation des Bois Rochefort - Gare desservie : Cormeilles-en-Parisis | | | | | | | | |
| 30-46 | Autre : - Zone traversée : 4 - Arrêt non accessible aux UFR : Aucun - Amplitudes horaires : La ligne fonctionne du lundi au vendredi de 6 h à 9 h 35 puis de 15 h 35 à 21 h 55. - Date de dernière mise à jour : 2 octobre 2018. | | | | | | | | |
| 30-46 | Dernière actualisation : — | | | | | | | | |
| 30-47 | Gare d'Herblay ⥋ Herblay-sur-Seine — Alouettes | Gare d'Herblay ⥋ Herblay-sur-Seine — Alouettes                                                            | Gare d'Herblay ⥋ Herblay-sur-Seine — Alouettes                                                            | Gare d'Herblay ⥋ Herblay-sur-Seine — Alouettes                                                            | Gare d'Herblay ⥋ Herblay-sur-Seine — Alouettes                                                            | Gare d'Herblay ⥋ Herblay-sur-Seine — Alouettes                                                            | Gare d'Herblay ⥋ Herblay-sur-Seine — Alouettes                                                            | Gare d'Herblay ⥋ Herblay-sur-Seine — Alouettes                                                            | Gare d'Herblay ⥋ Herblay-sur-Seine — Alouettes                                                            |
| 30-47 | Ouverture / Fermeture 4 novembre 2013 / — | Longueur —                                                                                                | Durée 10 min                                                                                              | Nb. d’arrêts 6                                                                                            | Matériel Citaro C2 GX 337 Hybride                                                                         | Jours de fonctionnement L, Ma, Me, J, V, S                                                                | Jour / Soir / Nuit / Fêtes O / N / N / N                                                                  | Voy. / an —                                                                                               | Dépôt Beauchamp                                                                                           |
| 30-47 | Desserte : - Ville et lieux desservis : Herblay-sur-Seine - Gare desservie : Herblay | | | | | | | | |
| 30-47 | Autre : - Zone traversée : 4 - Arrêt non accessible aux UFR : Alouettes (vers Herblay) - Amplitudes horaires : La ligne fonctionne du lundi au vendredi de 5 h 45 à 21 h 20 et le samedi de 6 h 35 à 20 h 45. - Date de dernière mise à jour : 20 janvier 2019. | | | | | | | | |
| 30-47 | Dernière actualisation : — | | | | | | | | |
| 30-48 | Gare d'Herblay ⥋ Herblay-sur-Seine — Jean-Baptiste Poquelin | Gare d'Herblay ⥋ Herblay-sur-Seine — Jean-Baptiste Poquelin                                               | Gare d'Herblay ⥋ Herblay-sur-Seine — Jean-Baptiste Poquelin                                               | Gare d'Herblay ⥋ Herblay-sur-Seine — Jean-Baptiste Poquelin                                               | Gare d'Herblay ⥋ Herblay-sur-Seine — Jean-Baptiste Poquelin                                               | Gare d'Herblay ⥋ Herblay-sur-Seine — Jean-Baptiste Poquelin                                               | Gare d'Herblay ⥋ Herblay-sur-Seine — Jean-Baptiste Poquelin                                               | Gare d'Herblay ⥋ Herblay-sur-Seine — Jean-Baptiste Poquelin                                               | Gare d'Herblay ⥋ Herblay-sur-Seine — Jean-Baptiste Poquelin                                               |
| 30-48 | Ouverture / Fermeture 31 août 2015 / — | Longueur —                                                                                                | Durée 15 min                                                                                              | Nb. d’arrêts 11                                                                                           | Matériel Citaro C2 GX 337 Hybride                                                                         | Jours de fonctionnement L, Ma, Me, J, V, S                                                                | Jour / Soir / Nuit / Fêtes O / N / N / N                                                                  | Voy. / an —                                                                                               | Dépôt Beauchamp                                                                                           |
| 30-48 | Desserte : - Ville et lieux desservis : Herblay-sur-Seine - Gare desservie : Herblay | | | | | | | | |
| 30-48 | Autre : - Zone traversée : 4 - Arrêts non accessibles aux UFR : Les Chardonnerets, Les Chênes, Croix Macaire (vers Herblay), Bol d'Air (vers Herblay) et Jean-Baptiste Poquelin - Amplitudes horaires : La ligne fonctionne du lundi au vendredi de 5 h 50 à 21 h 20 et le samedi de 6 h 55 à 21 h 15. - Date de dernière mise à jour : 20 janvier 2019.                                                                                           | | | | | | | | |
| 30-48 | Dernière actualisation : — | | | | | | | | |
| 30-49 | (Circulaire) Gare de Franconville - Le Plessis-Bouchard ⥋ via le quartier de La Source et le centre-ville | (Circulaire) Gare de Franconville - Le Plessis-Bouchard ⥋ via le quartier de La Source et le centre-ville | (Circulaire) Gare de Franconville - Le Plessis-Bouchard ⥋ via le quartier de La Source et le centre-ville | (Circulaire) Gare de Franconville - Le Plessis-Bouchard ⥋ via le quartier de La Source et le centre-ville | (Circulaire) Gare de Franconville - Le Plessis-Bouchard ⥋ via le quartier de La Source et le centre-ville | (Circulaire) Gare de Franconville - Le Plessis-Bouchard ⥋ via le quartier de La Source et le centre-ville | (Circulaire) Gare de Franconville - Le Plessis-Bouchard ⥋ via le quartier de La Source et le centre-ville | (Circulaire) Gare de Franconville - Le Plessis-Bouchard ⥋ via le quartier de La Source et le centre-ville | (Circulaire) Gare de Franconville - Le Plessis-Bouchard ⥋ via le quartier de La Source et le centre-ville |
| 30-49 | Ouverture / Fermeture 2 mai 2017 / — | Longueur —                                                                                                | Durée —                                                                                                   | Nb. d’arrêts 10                                                                                           | Matériel Heuliez Bus                                                                                      | Jours de fonctionnement L, Ma, Me, J, V, S, D                                                             | Jour / Soir / Nuit / Fêtes O / O / N / O                                                                  | Voy. / an —                                                                                               | Dépôt Beauchamp                                                                                           |
| 30-49 | Desserte : - Ville et lieux desservis : Franconville - Gare desservie : Franconville - Le Plessis-Bouchard | | | | | | | | |
| 30-49 | Autre : - Zone traversée : 4 - Arrêts accessibles aux UFR : — - Amplitudes horaires : La ligne fonctionne du lundi au vendredi de 5 h 20 à 22 h 35, le samedi à partir de 5 h 50 et les dimanches et fêtes de 7 h 10 à 22 h 25. - Date de dernière mise à jour : 2 octobre 2018. | | | | | | | | |
| 30-49 | Dernière actualisation : — | | | | | | | | |

### Lignes 38-01 à 38-09
| Ligne | Caractéristiques | Caractéristiques                                                                                   | Caractéristiques                                                                                   | Caractéristiques                                                                                   | Caractéristiques                                                                                   | Caractéristiques                                                                                   | Caractéristiques                                                                                   | Caractéristiques                                                                                   | Caractéristiques                                                                                   |
| 38-01 | Gare d'Ermont - Eaubonne ⥋ Montlignon — Mairie | Gare d'Ermont - Eaubonne ⥋ Montlignon — Mairie                                                     | Gare d'Ermont - Eaubonne ⥋ Montlignon — Mairie                                                     | Gare d'Ermont - Eaubonne ⥋ Montlignon — Mairie                                                     | Gare d'Ermont - Eaubonne ⥋ Montlignon — Mairie                                                     | Gare d'Ermont - Eaubonne ⥋ Montlignon — Mairie                                                     | Gare d'Ermont - Eaubonne ⥋ Montlignon — Mairie                                                     | Gare d'Ermont - Eaubonne ⥋ Montlignon — Mairie                                                     | Gare d'Ermont - Eaubonne ⥋ Montlignon — Mairie                                                     |
| ----- | --- | -------------------------------------------------------------------------------------------------- | -------------------------------------------------------------------------------------------------- | -------------------------------------------------------------------------------------------------- | -------------------------------------------------------------------------------------------------- | -------------------------------------------------------------------------------------------------- | -------------------------------------------------------------------------------------------------- | -------------------------------------------------------------------------------------------------- | -------------------------------------------------------------------------------------------------- |
| 38-01 | Ouverture / Fermeture — / — | Longueur 8,2 km                                                                                    | Durée 20 - 35 min                                                                                  | Nb. d’arrêts 24                                                                                    | Matériel Citaro C2 Citaro Facelift GX 337 Hybride                                                  | Jours de fonctionnement L, Ma, Me, J, V, S, D                                                      | Jour / Soir / Nuit / Fêtes O / O / N / O                                                           | Voy. / an —                                                                                        | Dépôt Beauchamp                                                                                    |
| 38-01 | Desserte : - Villes et lieux desservis : Ermont (Lycée professionnel Ferdinand-Buisson), Eaubonne (Hôtel de Mézières, Château de la Chesnaie, Église Notre-Dame, Cimetière, Hôpital Simone-Veil, Parc des Sports du Luat), Saint-Prix (Collège Louis-Augustin-Bosc), Margency (Mairie, Collège Lycée Notre-Dame-de-Bury) et Montlignon (Mairie, Maison des Arts Pierre-Salvi) - Gare desservie : Ermont - Eaubonne | | | | | | | | |
| 38-01 | Autre : - Zone traversée : 4 - Arrêts non accessibles aux UFR :Pompiers, Beau Site (vers Montlignon), Place du Souvenir (vers la gare), Rue de Saint-Prix, Route des Parquets, Chemin de la Procession Saint-Marc et Rue du Cimetière - Amplitudes horaires : La ligne fonctionne du lundi au vendredi de 5 h 10 à 22 h 20, le samedi de 5 h 20 à 21 h 20 et les dimanches et fêtes de 8 h 10 à 20 h 30. - Particularités : Les arrêts Beau Site et Collège Augustin-Bosc sont desservis du lundi au vendredi à certaines heures aux heures de pointe. - Date de dernière mise à jour : 4 août 2024. | | | | | | | | |
| 38-01 | Dernière actualisation : — | | | | | | | | |
| 38-04 | Eaubonne — Rue de Saint-Prix (en periode scolaire) / Eaubonne — Hôpital ⥋ Gare d'Ermont - Eaubonne | Eaubonne — Rue de Saint-Prix (en periode scolaire) / Eaubonne — Hôpital ⥋ Gare d'Ermont - Eaubonne | Eaubonne — Rue de Saint-Prix (en periode scolaire) / Eaubonne — Hôpital ⥋ Gare d'Ermont - Eaubonne | Eaubonne — Rue de Saint-Prix (en periode scolaire) / Eaubonne — Hôpital ⥋ Gare d'Ermont - Eaubonne | Eaubonne — Rue de Saint-Prix (en periode scolaire) / Eaubonne — Hôpital ⥋ Gare d'Ermont - Eaubonne | Eaubonne — Rue de Saint-Prix (en periode scolaire) / Eaubonne — Hôpital ⥋ Gare d'Ermont - Eaubonne | Eaubonne — Rue de Saint-Prix (en periode scolaire) / Eaubonne — Hôpital ⥋ Gare d'Ermont - Eaubonne | Eaubonne — Rue de Saint-Prix (en periode scolaire) / Eaubonne — Hôpital ⥋ Gare d'Ermont - Eaubonne | Eaubonne — Rue de Saint-Prix (en periode scolaire) / Eaubonne — Hôpital ⥋ Gare d'Ermont - Eaubonne |
| 38-04 | Ouverture / Fermeture 6 septembre 1982 / — | Longueur 6,85 km                                                                                   | Durée 20-25 min                                                                                    | Nb. d’arrêts 15                                                                                    | Matériel GX 137                                                                                    | Jours de fonctionnement L, Ma, Me, J, V                                                            | Jour / Soir / Nuit / Fêtes O / N / N / N                                                           | Voy. / an —                                                                                        | Dépôt Beauchamp                                                                                    |
| 38-04 | Desserte : - Ville et lieux desservis : Eaubonne - Gare desservie : Ermont - Eaubonne | | | | | | | | |
| 38-04 | Autre : - Zone traversée : 4 - Arrêts non accessibles aux UFR : Édouard Vaillant (vers l'hôpital), Samson Davilliers (vers l'hôpital), Rue d'Enghien (vers l'hôpital), RAP Dangien et Collège Chenier - Amplitudes horaires : La ligne fonctionne du lundi au vendredi de 6 h 20 à 9 h 50 puis de 15 h 30 à 19 h 55. Le mercredi en période scolaire, la ligne circule entre 12 h 20 et 12 h 45. - Particularités : La ligne est prolongée de Eaubonne - Hôpital à Rue de Saint-Prix en période scolaire à certaines heures. - Date de dernière mise à jour : 4 août 2024.                           | | | | | | | | |
| 38-04 | Dernière actualisation : — | | | | | | | | |

### Lignes de 95-01 à 95-09
| Ligne  | Caractéristiques | Caractéristiques                                        | Caractéristiques                                        | Caractéristiques                                        | Caractéristiques                                        | Caractéristiques                                        | Caractéristiques                                        | Caractéristiques                                        | Caractéristiques                                        |
| 95-03A | Gare de Cergy-Préfecture ⥋ Gare de Montigny - Beauchamp | Gare de Cergy-Préfecture ⥋ Gare de Montigny - Beauchamp | Gare de Cergy-Préfecture ⥋ Gare de Montigny - Beauchamp | Gare de Cergy-Préfecture ⥋ Gare de Montigny - Beauchamp | Gare de Cergy-Préfecture ⥋ Gare de Montigny - Beauchamp | Gare de Cergy-Préfecture ⥋ Gare de Montigny - Beauchamp | Gare de Cergy-Préfecture ⥋ Gare de Montigny - Beauchamp | Gare de Cergy-Préfecture ⥋ Gare de Montigny - Beauchamp | Gare de Cergy-Préfecture ⥋ Gare de Montigny - Beauchamp |
| ------ | --- | ------------------------------------------------------- | ------------------------------------------------------- | ------------------------------------------------------- | ------------------------------------------------------- | ------------------------------------------------------- | ------------------------------------------------------- | ------------------------------------------------------- | ------------------------------------------------------- |
| 95-03A | Ouverture / Fermeture 4 novembre 2002 / — | Longueur —                                              | Durée 35-45 min                                         | Nb. d’arrêts 14                                         | Matériel GX 337 Hybride Citaro C2                       | Jours de fonctionnement L, Ma, Me, J, V, S              | Jour / Soir / Nuit / Fêtes O / N / N / N                | Voy. / an —                                             | Dépôt Beauchamp                                         |
| 95-03A | Desserte : - Villes et lieux desservis : Cergy, Saint-Ouen-l'Aumône, Méry-sur-Oise, Frépillon, Bessancourt, Taverny, Beauchamp et Montigny-lès-Cormeilles - Gares desservies : Cergy-Préfecture, Frépillon, Bessancourt, Taverny et Montigny - Beauchamp |                                                         |                                                         |                                                         |                                                         |                                                         |                                                         |                                                         |                                                         |
| 95-03A | Autre : - Zones traversées : 4 et 5 - Arrêts non accessibles aux UFR : Gare de Cergy-Préfecture, Sognolles, Gare de Frépillon et de Gare de Taverny à Gare de Montigny - Beauchamp - Amplitudes horaires : La ligne fonctionne du lundi au vendredi de 6 h à 21 h 15 et le samedi de 6 h 30 à 21 h 25. - Date de dernière mise à jour : 26 décembre 2020. |                                                         |                                                         |                                                         |                                                         |                                                         |                                                         |                                                         |                                                         |
| 95-03A | Dernière actualisation : — |                                                         |                                                         |                                                         |                                                         |                                                         |                                                         |                                                         |                                                         |
| 95-03B | Gare de Cergy-Préfecture ⥋ Margency — Hôtel de Ville | Gare de Cergy-Préfecture ⥋ Margency — Hôtel de Ville    | Gare de Cergy-Préfecture ⥋ Margency — Hôtel de Ville    | Gare de Cergy-Préfecture ⥋ Margency — Hôtel de Ville    | Gare de Cergy-Préfecture ⥋ Margency — Hôtel de Ville    | Gare de Cergy-Préfecture ⥋ Margency — Hôtel de Ville    | Gare de Cergy-Préfecture ⥋ Margency — Hôtel de Ville    | Gare de Cergy-Préfecture ⥋ Margency — Hôtel de Ville    | Gare de Cergy-Préfecture ⥋ Margency — Hôtel de Ville    |
| 95-03B | Ouverture / Fermeture 4 novembre 2002 / — | Longueur 23 km                                          | Durée 25-70 min                                         | Nb. d’arrêts 25                                         | Matériel GX 337 Hybride Citaro C2 S 415 H Intouro       | Jours de fonctionnement L, Ma, Me, J, V, S              | Jour / Soir / Nuit / Fêtes O / N / N / N                | Voy. / an —                                             | Dépôt Beauchamp                                         |
| 95-03B | Desserte : - Villes et lieux desservis : Cergy, Saint-Ouen-l'Aumône, Méry-sur-Oise, Frépillon, Bessancourt, Taverny, Saint-Leu-la-Forêt, Saint-Prix et Margency - Gares desservies : Cergy-Préfecture, Frépillon, Bessancourt et Taverny |                                                         |                                                         |                                                         |                                                         |                                                         |                                                         |                                                         |                                                         |
| 95-03B | Autre : - Zones traversées : 4 et 5 - Arrêts non accessibles aux UFR : Gare de Cergy-Préfecture, Sognolles, Gare de Frépillon, de Gare de Taverny à Les Cancelles, Les Diablots (vers Margency), Le Moulin (vers Margency), Croix du Jubilé, Rue de Paris et de Rue du Général Leclerc à Hôtel de Ville - Amplitudes horaires : La ligne fonctionne du lundi au vendredi de 7 h à 20 h 50 et le samedi de 7 h 25 à 20 h 20. - Particularités : Les arrêts Rue du Général Leclerc et Place de la Libération sont desservis du lundi au vendredi en période scolaire à certaines heures. Il existe des services du lundi au vendredi à certaines heures entre Brosses et Malais et Margency - Hôtel de Ville et entre Les Diablots et Margency - Hôtel de Ville à certaines heures en période scolaire. - Date de dernière mise à jour : 20 mars 2021. |                                                         |                                                         |                                                         |                                                         |                                                         |                                                         |                                                         |                                                         |
| 95-03B | Dernière actualisation : — |                                                         |                                                         |                                                         |                                                         |                                                         |                                                         |                                                         |                                                         |

### Lignes de 95-10 à 95-19
| Ligne | Caractéristiques | Caractéristiques                             | Caractéristiques                             | Caractéristiques                             | Caractéristiques                                                            | Caractéristiques                              | Caractéristiques                             | Caractéristiques                             | Caractéristiques                             |
| 95-19 | Gare de Cergy-Préfecture ⥋ Gare d'Argenteuil | Gare de Cergy-Préfecture ⥋ Gare d'Argenteuil | Gare de Cergy-Préfecture ⥋ Gare d'Argenteuil | Gare de Cergy-Préfecture ⥋ Gare d'Argenteuil | Gare de Cergy-Préfecture ⥋ Gare d'Argenteuil                                | Gare de Cergy-Préfecture ⥋ Gare d'Argenteuil  | Gare de Cergy-Préfecture ⥋ Gare d'Argenteuil | Gare de Cergy-Préfecture ⥋ Gare d'Argenteuil | Gare de Cergy-Préfecture ⥋ Gare d'Argenteuil |
| ----- | --- | -------------------------------------------- | -------------------------------------------- | -------------------------------------------- | --------------------------------------------------------------------------- | --------------------------------------------- | -------------------------------------------- | -------------------------------------------- | -------------------------------------------- |
| 95-19 | Ouverture / Fermeture — / — | Longueur —                                   | Durée 40-70 min                              | Nb. d’arrêts 26                              | Matériel Citaro C2 GX 337 Hybride GX 437 Hybride Citaro GC2 Urbanway 18 GNV | Jours de fonctionnement L, Ma, Me, J, V, S, D | Jour / Soir / Nuit / Fêtes O / N / N / O     | Voy. / an —                                  | Exploitant Groupe Lacroix                    |
| 95-19 | Desserte : - Villes et lieux desservis : Cergy, Pierrelaye, Herblay-sur-Seine, Montigny-lès-Cormeilles, Franconville, Sannois et Argenteuil - Gares desservies : Cergy-Préfecture, Pierrelaye, Montigny - Beauchamp et Argenteuil |                                              |                                              |                                              |                                                                             |                                               |                                              |                                              |                                              |
| 95-19 | Autre : - Zones traversées : 4 et 5 - Arrêts non accessibles aux UFR : Gare de Cergy-Préfecture, Gare de Pierrelaye, Avenue de la Libération, de S. Eiffes à Bordier, La Source (vers Cergy), de Place Charles de Gaulle à Maison Bleue, de Gambetta à Gabriel Péri et Gare d'Argenteuil - Amplitudes horaires : La ligne fonctionne du lundi au vendredi de 5 h à 22 h, le samedi à partir de 6 h et les dimanches et fêtes de 8 h 40 à 20 h 55. - Particularités : Il existe des services du lundi au vendredi entre Gare d'Argenteuil et Gare de Montigny - Beauchamp. - Date de dernière mise à jour : 19 août 2022. |                                              |                                              |                                              |                                                                             |                                               |                                              |                                              |                                              |
| 95-19 | Dernière actualisation : — |                                              |                                              |                                              |                                                                             |                                               |                                              |                                              |                                              |

### Lignes de 95-20 à 95-29
| Ligne | Caractéristiques | Caractéristiques                                        | Caractéristiques                                        | Caractéristiques                                        | Caractéristiques                                            | Caractéristiques                                        | Caractéristiques                                        | Caractéristiques                                        | Caractéristiques                                        |
| 95-20 | Gare de Cergy-Préfecture ⥋ Argenteuil — Charcot Hôpital | Gare de Cergy-Préfecture ⥋ Argenteuil — Charcot Hôpital | Gare de Cergy-Préfecture ⥋ Argenteuil — Charcot Hôpital | Gare de Cergy-Préfecture ⥋ Argenteuil — Charcot Hôpital | Gare de Cergy-Préfecture ⥋ Argenteuil — Charcot Hôpital     | Gare de Cergy-Préfecture ⥋ Argenteuil — Charcot Hôpital | Gare de Cergy-Préfecture ⥋ Argenteuil — Charcot Hôpital | Gare de Cergy-Préfecture ⥋ Argenteuil — Charcot Hôpital | Gare de Cergy-Préfecture ⥋ Argenteuil — Charcot Hôpital |
| ----- | --- | ------------------------------------------------------- | ------------------------------------------------------- | ------------------------------------------------------- | ----------------------------------------------------------- | ------------------------------------------------------- | ------------------------------------------------------- | ------------------------------------------------------- | ------------------------------------------------------- |
| 95-20 | Ouverture / Fermeture 4 novembre 2002 / — | Longueur —                                              | Durée 10-60 min                                         | Nb. d’arrêts 27                                         | Matériel Citaro C2 GX 337 Hybride                           | Jours de fonctionnement L, Ma, Me, J, V, S, D           | Jour / Soir / Nuit / Fêtes O / O / N / O                | Voy. / an —                                             | Dépôt Beauchamp                                         |
| 95-20 | Desserte : - Villes et lieux desservis : Cergy, Saint-Ouen-l'Aumône, Pierrelaye, Herblay-sur-Seine, La Frette-sur-Seine, Cormeilles-en-Parisis et Argenteuil - Gares desservies : Cergy-Préfecture, Saint-Ouen-l'Aumône-Liesse, Herblay, La Frette - Montigny, Cormeilles-en-Parisis et Val d'Argenteuil |                                                         |                                                         |                                                         |                                                             |                                                         |                                                         |                                                         |                                                         |
| 95-20 | Autre : - Zones traversées : 4 et 5 - Arrêts non accessibles aux UFR : Route de Conflans, Boulevard de l'Emissaire, Bol d'Air (vers Cergy), Croix Macaire, Rue de Pontoise, Clemenceau, Les Cordes, Pontoise / Gare de La Frette - Montigny (vers Cormeilles), Val d'Or (vers Cormeilles), Gare de Cormeilles-en-Parisis (vers Cergy), Carnot, Gare du Val (arrêt de montée). - Amplitudes horaires : La ligne fonctionne du lundi au vendredi de 6 h 15 à 22 h 55, le samedi de 6 h 40 à 21 h 35 et le dimanche de 9 h 30 à 20 h 25. - Particularités : Il existe des services du lundi au vendredi en période scolaire entre Les Courlains et Lycée Montesquieu / Collège Duhamel aux heures d'entrée et de sortie des établissements. Quelques services partiels existent aux extrêmes débuts et fins de services. - Date de dernière mise à jour : 14 octobre 2023. |                                                         |                                                         |                                                         |                                                             |                                                         |                                                         |                                                         |                                                         |
| 95-20 | Dernière actualisation : — |                                                         |                                                         |                                                         |                                                             |                                                         |                                                         |                                                         |                                                         |
| 95-21 | Gare d'Herblay ⥋ Gare de Montigny - Beauchamp | Gare d'Herblay ⥋ Gare de Montigny - Beauchamp           | Gare d'Herblay ⥋ Gare de Montigny - Beauchamp           | Gare d'Herblay ⥋ Gare de Montigny - Beauchamp           | Gare d'Herblay ⥋ Gare de Montigny - Beauchamp               | Gare d'Herblay ⥋ Gare de Montigny - Beauchamp           | Gare d'Herblay ⥋ Gare de Montigny - Beauchamp           | Gare d'Herblay ⥋ Gare de Montigny - Beauchamp           | Gare d'Herblay ⥋ Gare de Montigny - Beauchamp           |
| 95-21 | Ouverture / Fermeture 4 novembre 2002 / — | Longueur —                                              | Durée 15 min                                            | Nb. d’arrêts 7                                          | Matériel Citaro C2                                          | Jours de fonctionnement L, Ma, Me, J, V, S              | Jour / Soir / Nuit / Fêtes O / N / N / N                | Voy. / an —                                             | Dépôt Beauchamp                                         |
| 95-21 | Desserte : - Villes et lieux desservis : Herblay-sur-Seine et Montigny-lès-Cormeilles - Gares desservies : Herblay et Montigny - Beauchamp |                                                         |                                                         |                                                         |                                                             |                                                         |                                                         |                                                         |                                                         |
| 95-21 | Autre : - Zone traversée : 4 - Arrêts non accessibles aux UFR : De Ambassadeurs à Zone Industrielle, Avenue de la Libération et Gare de Montigny - Beauchamp - Amplitudes horaires : La ligne fonctionne du lundi au vendredi de 6 h 5 à 20 h 35 et le samedi de 6 h 40 à 20 h 25. - Date de dernière mise à jour : 14 octobre 2023. |                                                         |                                                         |                                                         |                                                             |                                                         |                                                         |                                                         |                                                         |
| 95-21 | Dernière actualisation : — |                                                         |                                                         |                                                         |                                                             |                                                         |                                                         |                                                         |                                                         |
| 95-26 | Beauchamp — Collège Montesquieu ⥋ Taverny — Courteline | Beauchamp — Collège Montesquieu ⥋ Taverny — Courteline  | Beauchamp — Collège Montesquieu ⥋ Taverny — Courteline  | Beauchamp — Collège Montesquieu ⥋ Taverny — Courteline  | Beauchamp — Collège Montesquieu ⥋ Taverny — Courteline      | Beauchamp — Collège Montesquieu ⥋ Taverny — Courteline  | Beauchamp — Collège Montesquieu ⥋ Taverny — Courteline  | Beauchamp — Collège Montesquieu ⥋ Taverny — Courteline  | Beauchamp — Collège Montesquieu ⥋ Taverny — Courteline  |
| 95-26 | Ouverture / Fermeture — / — | Longueur —                                              | Durée 20 min                                            | Nb. d’arrêts 9                                          | Matériel —                                                  | Jours de fonctionnement L, Ma, Me, J, V                 | Jour / Soir / Nuit / Fêtes O / N / N / N                | Voy. / an —                                             | Dépôt Beauchamp                                         |
| 95-26 | Desserte : - Villes et lieux desservis : Beauchamp et Taverny |                                                         |                                                         |                                                         |                                                             |                                                         |                                                         |                                                         |                                                         |
| 95-26 | Autre : - Zone traversée : 4 - Arrêts non accessibles aux UFR : Les Beauchamps, Rue d'Herblay et de Docteur Roux à Courteline - Amplitudes horaires : La ligne fonctionne du lundi au vendredi en période scolaire de 7 h 30 à 8 h 45 puis de 15 h 40 à 16 h 55 / 11 h 15 à 12 h 30 (le mercredi uniquement). - Date de dernière mise à jour : 14 octobre 2023. |                                                         |                                                         |                                                         |                                                             |                                                         |                                                         |                                                         |                                                         |
| 95-26 | Dernière actualisation : — |                                                         |                                                         |                                                         |                                                             |                                                         |                                                         |                                                         |                                                         |
| 95-29 | Gare de Montigny - Beauchamp ⥋ Gare d'Ermont - Eaubonne | Gare de Montigny - Beauchamp ⥋ Gare d'Ermont - Eaubonne | Gare de Montigny - Beauchamp ⥋ Gare d'Ermont - Eaubonne | Gare de Montigny - Beauchamp ⥋ Gare d'Ermont - Eaubonne | Gare de Montigny - Beauchamp ⥋ Gare d'Ermont - Eaubonne     | Gare de Montigny - Beauchamp ⥋ Gare d'Ermont - Eaubonne | Gare de Montigny - Beauchamp ⥋ Gare d'Ermont - Eaubonne | Gare de Montigny - Beauchamp ⥋ Gare d'Ermont - Eaubonne | Gare de Montigny - Beauchamp ⥋ Gare d'Ermont - Eaubonne |
| 95-29 | Ouverture / Fermeture 6 mai 2019 / — | Longueur 11,2 km                                        | Durée 30-40 min                                         | Nb. d’arrêts 18                                         | Matériel Citaro GC2 Citaro C2 GX 337 Hybride GX 437 Hybride | Jours de fonctionnement L, Ma, Me, J, V, S, D           | Jour / Soir / Nuit / Fêtes O / O / N / N                | Voy. / an —                                             | Dépôt Beauchamp                                         |
| 95-29 | Desserte : - Villes et lieux desservis : Montigny-lès-Cormeilles, Franconville, Sannois et Ermont - Gares desservies : Montigny Beauchamp, Sannois et Ermont Eaubonne |                                                         |                                                         |                                                         |                                                             |                                                         |                                                         |                                                         |                                                         |
| 95-29 | Autre : - Zone traversée : 4 - Arrêts non accessibles aux UFR : / - Amplitudes horaires : La ligne fonctionne du lundi au vendredi de 5 h 0 à 23 h 30, le samedi de 6 h à 22 h 45 et le dimanche et fêtes de 7 h 30 à 21 h 45 - Date de dernière mise à jour : 14 octobre 2023. |                                                         |                                                         |                                                         |                                                             |                                                         |                                                         |                                                         |                                                         |
| 95-29 | Dernière actualisation : — |                                                         |                                                         |                                                         |                                                             |                                                         |                                                         |                                                         |                                                         |

### Lignes Citéval
| Ligne | Caractéristiques | Caractéristiques                                                   | Caractéristiques                                                   | Caractéristiques                                                   | Caractéristiques                                                   | Caractéristiques                                                   | Caractéristiques                                                   | Caractéristiques                                                   | Caractéristiques                                                   |
| CC    | CitéVal Cormeilles-en-Parisis | CitéVal Cormeilles-en-Parisis                                      | CitéVal Cormeilles-en-Parisis                                      | CitéVal Cormeilles-en-Parisis                                      | CitéVal Cormeilles-en-Parisis                                      | CitéVal Cormeilles-en-Parisis                                      | CitéVal Cormeilles-en-Parisis                                      | CitéVal Cormeilles-en-Parisis                                      | CitéVal Cormeilles-en-Parisis                                      |
| CC    | (Circulaire) Gare de Cormeilles-en-Parisis ⥋ via Allée des Sources | (Circulaire) Gare de Cormeilles-en-Parisis ⥋ via Allée des Sources | (Circulaire) Gare de Cormeilles-en-Parisis ⥋ via Allée des Sources | (Circulaire) Gare de Cormeilles-en-Parisis ⥋ via Allée des Sources | (Circulaire) Gare de Cormeilles-en-Parisis ⥋ via Allée des Sources | (Circulaire) Gare de Cormeilles-en-Parisis ⥋ via Allée des Sources | (Circulaire) Gare de Cormeilles-en-Parisis ⥋ via Allée des Sources | (Circulaire) Gare de Cormeilles-en-Parisis ⥋ via Allée des Sources | (Circulaire) Gare de Cormeilles-en-Parisis ⥋ via Allée des Sources |
| ----- | --- | ------------------------------------------------------------------ | ------------------------------------------------------------------ | ------------------------------------------------------------------ | ------------------------------------------------------------------ | ------------------------------------------------------------------ | ------------------------------------------------------------------ | ------------------------------------------------------------------ | ------------------------------------------------------------------ |
| CC    | Ouverture / Fermeture 2 mai 2024 / — | Longueur 12 km                                                     | Durée 25 min                                                       | Nb. d’arrêts 14                                                    | Matériel Sprinter City 35                                          | Jours de fonctionnement L, Ma, Me, J, V                            | Jour / Soir / Nuit / Fêtes O / O / N / N                           | Voy. / an —                                                        | Dépôt Beauchamp                                                    |
| CC    | Desserte : - Ville et lieux desservis : Cormeilles-en-Parisis - Gare desservie : Cormeilles-en-Parisis |                                                                    |                                                                    |                                                                    |                                                                    |                                                                    |                                                                    |                                                                    |                                                                    |
| CC    | Autre : - Zone traversée : 4 - Arrêts non accessibles aux UFR : — - Amplitudes horaires : La ligne fonctionne du lundi au vendredi de 6 h 50 à 20 h. - Date de dernière mise à jour : 2 octobre 2018. |                                                                    |                                                                    |                                                                    |                                                                    |                                                                    |                                                                    |                                                                    |                                                                    |
| CC    | Dernière actualisation : — |                                                                    |                                                                    |                                                                    |                                                                    |                                                                    |                                                                    |                                                                    |                                                                    |
| CE    | CitéVal Ermont | CitéVal Ermont                                                     | CitéVal Ermont                                                     | CitéVal Ermont                                                     | CitéVal Ermont                                                     | CitéVal Ermont                                                     | CitéVal Ermont                                                     | CitéVal Ermont                                                     | CitéVal Ermont                                                     |
| CE    | Ermont - Marché ⥋ (Gare d’Ermont-Eaubonne) |                                                                    |                                                                    |                                                                    |                                                                    |                                                                    |                                                                    |                                                                    |                                                                    |
| CE    | Ouverture / Fermeture 1er décembre 2022 / — | Longueur —                                                         | Durée 4 - 17 min                                                   | Nb. d’arrêts 23                                                    | Matériel GX 137                                                    | Jours de fonctionnement Me, S                                      | Jour / Soir / Nuit / Fêtes O / O / N / O                           | Voy. / an —                                                        | Dépôt Beauchamp                                                    |
| CE    | Desserte : - Ville et lieux desservis : Ermont - Gare desservie : Ermont - Eaubonne et Cernay |                                                                    |                                                                    |                                                                    |                                                                    |                                                                    |                                                                    |                                                                    |                                                                    |
| CE    | Autre : - Zone traversée : 4 - Arrêts non accessibles aux UFR : — - Amplitudes horaires : La ligne fonctionne le mercredi et le samedi de 6 h 40 à 13 h 50. - Particularité : La ligne est divisée en 4 circuits: Circuit Nord en passant par Place de la Libération; "Circuit Sud" effectuant notamment la desserte de Les Carreaux et Gare de Cernay; Circuit Est desservant notamment par Gare de Cernay et Gare d'Ermont - Eaubonne et la Navette commerçants" effectuant une liaison directe entre "Gymnase et "Marché. - Date de dernière mise à jour : 17 décembre 2022. |                                                                    |                                                                    |                                                                    |                                                                    |                                                                    |                                                                    |                                                                    |                                                                    |
| CE    | Dernière actualisation : — |                                                                    |                                                                    |                                                                    |                                                                    |                                                                    |                                                                    |                                                                    |                                                                    |
| CF    | CitéVal Franconville | CitéVal Franconville                                               | CitéVal Franconville                                               | CitéVal Franconville                                               | CitéVal Franconville                                               | CitéVal Franconville                                               | CitéVal Franconville                                               | CitéVal Franconville                                               | CitéVal Franconville                                               |
| CF    | (Circulaire) Gare de Franconville - Le Plessis-Bouchard ⥋ via Centre Commercial |                                                                    |                                                                    |                                                                    |                                                                    |                                                                    |                                                                    |                                                                    |                                                                    |
| CF    | Ouverture / Fermeture 2 mai 2017 / — | Longueur 14 km                                                     | Durée 25-30 min                                                    | Nb. d’arrêts 15                                                    | Matériel Citaro C2                                                 | Jours de fonctionnement L, Ma, Me, J, V, S                         | Jour / Soir / Nuit / Fêtes O / O / N / O                           | Voy. / an —                                                        | Dépôt Beauchamp                                                    |
| CF    | Desserte : - Ville et lieux desservis : Franconville - Gare desservie : Franconville - Le Plessis-Bouchard |                                                                    |                                                                    |                                                                    |                                                                    |                                                                    |                                                                    |                                                                    |                                                                    |
| CF    | Autre : - Zone traversée : 4 - Arrêts non accessibles aux UFR : — - Amplitudes horaires : La ligne fonctionne du lundi au vendredi de 7 h 50 à 9 h 35 puis de 15 h 40 à 18 h 30 et le samedi de 8 h 55 à 19 h - Particularités : Les arrêts de Place Charles de Gaulle à Station sont desservis du lundi au vendredi à certaines heures. - Date de dernière mise à jour : 2 octobre 2018. |                                                                    |                                                                    |                                                                    |                                                                    |                                                                    |                                                                    |                                                                    |                                                                    |
| CF    | Dernière actualisation : — |                                                                    |                                                                    |                                                                    |                                                                    |                                                                    |                                                                    |                                                                    |                                                                    |
| CHN   | CitéVal Herblay Nord | CitéVal Herblay Nord                                               | CitéVal Herblay Nord                                               | CitéVal Herblay Nord                                               | CitéVal Herblay Nord                                               | CitéVal Herblay Nord                                               | CitéVal Herblay Nord                                               | CitéVal Herblay Nord                                               | CitéVal Herblay Nord                                               |
| CHN   | (Circulaire) Herblay-sur-Seine — Libération ⥋ via Route de Pierrelaye - Parc des Sports' |                                                                    |                                                                    |                                                                    |                                                                    |                                                                    |                                                                    |                                                                    |                                                                    |
| CHN   | Ouverture / Fermeture 2 février 2010 / — | Longueur —                                                         | Durée 30 min                                                       | Nb. d’arrêts 17                                                    | Matériel Sprinter City 65                                          | Jours de fonctionnement Ma, Me, J, V, S, D                         | Jour / Soir / Nuit / Fêtes O / O / N / O                           | Voy. / an —                                                        | Dépôt Beauchamp                                                    |
| CHN   | Desserte : - Ville et lieux desservis : Herblay |                                                                    |                                                                    |                                                                    |                                                                    |                                                                    |                                                                    |                                                                    |                                                                    |
| CHN   | Autre : - Zone traversée : 4 - Arrêts non accessibles aux UFR : — - Amplitudes horaires : La ligne fonctionne du mardi au samedi de 9 h à 19 h 30 et les dimanches jusqu'à 13 h 30. - Date de dernière mise à jour : 4 décembre 2022. |                                                                    |                                                                    |                                                                    |                                                                    |                                                                    |                                                                    |                                                                    |                                                                    |
| CHN   | Dernière actualisation : — |                                                                    |                                                                    |                                                                    |                                                                    |                                                                    |                                                                    |                                                                    |                                                                    |
| CHS   | CitéVal Herblay Sud | CitéVal Herblay Sud                                                | CitéVal Herblay Sud                                                | CitéVal Herblay Sud                                                | CitéVal Herblay Sud                                                | CitéVal Herblay Sud                                                | CitéVal Herblay Sud                                                | CitéVal Herblay Sud                                                | CitéVal Herblay Sud                                                |
| CHS   | (Circulaire) Herblay-sur-Seine — Gare d'Herblay ⥋ via Jean Vilar et Quai du Génie |                                                                    |                                                                    |                                                                    |                                                                    |                                                                    |                                                                    |                                                                    |                                                                    |
| CHS   | Ouverture / Fermeture 2 février 2010 / — | Longueur —                                                         | Durée 25 min                                                       | Nb. d’arrêts 15                                                    | Matériel Sprinter City 65                                          | Jours de fonctionnement Ma, Me, J, V, S, D                         | Jour / Soir / Nuit / Fêtes O / N / N / N                           | Voy. / an —                                                        | Dépôt Beauchamp                                                    |
| CHS   | Desserte : - Ville et lieux desservis : Herblay-sur-Seine - Gare desservie : Herblay |                                                                    |                                                                    |                                                                    |                                                                    |                                                                    |                                                                    |                                                                    |                                                                    |
| CHS   | Autre : - Zone traversée : 4 - Arrêts non accessibles aux UFR : — - Amplitudes horaires : La ligne fonctionne du mardi au samedi de 9 h à 19 h 25 et les dimanches jusqu'à 13 h 25. - Date de dernière mise à jour : 4 décembre 2022. |                                                                    |                                                                    |                                                                    |                                                                    |                                                                    |                                                                    |                                                                    |                                                                    |
| CHS   | Dernière actualisation : — |                                                                    |                                                                    |                                                                    |                                                                    |                                                                    |                                                                    |                                                                    |                                                                    |

### Navette de Bouffémont
| Ligne | Caractéristiques | Caractéristiques                                 | Caractéristiques                                 | Caractéristiques                                 | Caractéristiques                                 | Caractéristiques                                 | Caractéristiques                                 | Caractéristiques                                 | Caractéristiques                                 |
| NB    | Navette de Bouffémont | Navette de Bouffémont                            | Navette de Bouffémont                            | Navette de Bouffémont                            | Navette de Bouffémont                            | Navette de Bouffémont                            | Navette de Bouffémont                            | Navette de Bouffémont                            | Navette de Bouffémont                            |
| NB    | Bouffémont — Centre médical ⥋ Gare de Bouffémont | Bouffémont — Centre médical ⥋ Gare de Bouffémont | Bouffémont — Centre médical ⥋ Gare de Bouffémont | Bouffémont — Centre médical ⥋ Gare de Bouffémont | Bouffémont — Centre médical ⥋ Gare de Bouffémont | Bouffémont — Centre médical ⥋ Gare de Bouffémont | Bouffémont — Centre médical ⥋ Gare de Bouffémont | Bouffémont — Centre médical ⥋ Gare de Bouffémont | Bouffémont — Centre médical ⥋ Gare de Bouffémont |
| ----- | --- | ------------------------------------------------ | ------------------------------------------------ | ------------------------------------------------ | ------------------------------------------------ | ------------------------------------------------ | ------------------------------------------------ | ------------------------------------------------ | ------------------------------------------------ |
| NB    | Ouverture / Fermeture — / — | Longueur 3,70 km                                 | Durée 10 min                                     | Nb. d’arrêts 10                                  | Matériel —                                       | Jours de fonctionnement L, Ma, Me, J, V, S       | Jour / Soir / Nuit / Fêtes O / N / N / N         | Voy. / an —                                      | Dépôt Beauchamp                                  |
| NB    | Desserte : - Ville et lieux desservis : Bouffémont - Gare desservie : Bouffémont - Moisselles |                                                  |                                                  |                                                  |                                                  |                                                  |                                                  |                                                  |                                                  |
| NB    | Autre : - Zone traversée : 5 - Arrêts non accessibles aux UFR : — - Amplitudes horaires : La ligne est en service du lundi au vendredi de 5 h 55 à 9 h 35 puis de 16 h 20 à 21 h 15 et le samedi de 6 h 10 à 13 h 20. - Particularités : L'arrêt La Poste est desservi uniquement du lundi au vendredi le matin en direction de Centre médical et le soir dans le sens inverse. - Date de dernière mise à jour : 6 mars 2023. |                                                  |                                                  |                                                  |                                                  |                                                  |                                                  |                                                  |                                                  |
| NB    | Dernière actualisation : — |                                                  |                                                  |                                                  |                                                  |                                                  |                                                  |                                                  |                                                  |

### Tarification et financement
La tarification des lignes d'autobus d'Île-de-France est unifiée et accessible avec les mêmes abonnements. Un ticket « bus-tram », qui remplace le ticket t+ au 1er janvier 2025, permet un trajet simple quelle que soit la distance, avec une ou plusieurs correspondances possibles avec les autres lignes de bus et de tramway pendant une durée maximale de 1 h 30 entre la première et dernière validation. En revanche, un ticket validé dans un bus ne permet pas d'emprunter le métro, ni le Transilien et le RER. Les lignes Orlybus et Roissybus, assurant de façon directe les dessertes aéroportuaires via autoroute, disposent d'une tarification spécifique mais sont accessibles avec les abonnements habituels.
Les tarifs des billets et abonnements dont le montant est limité par décision politique ne couvrent pas les frais réels de transport. Le manque à gagner est compensé par l'autorité organisatrice, Île-de-France Mobilités, présidée depuis 2005 par le président du conseil régional d'Île-de-France et composé d'élus locaux. Elle définit les conditions générales d'exploitation ainsi que la durée et la fréquence des services. L'équilibre financier du fonctionnement est assuré par une dotation globale annuelle aux transporteurs de la région grâce au versement mobilité payé par les entreprises et aux contributions des collectivités publiques.

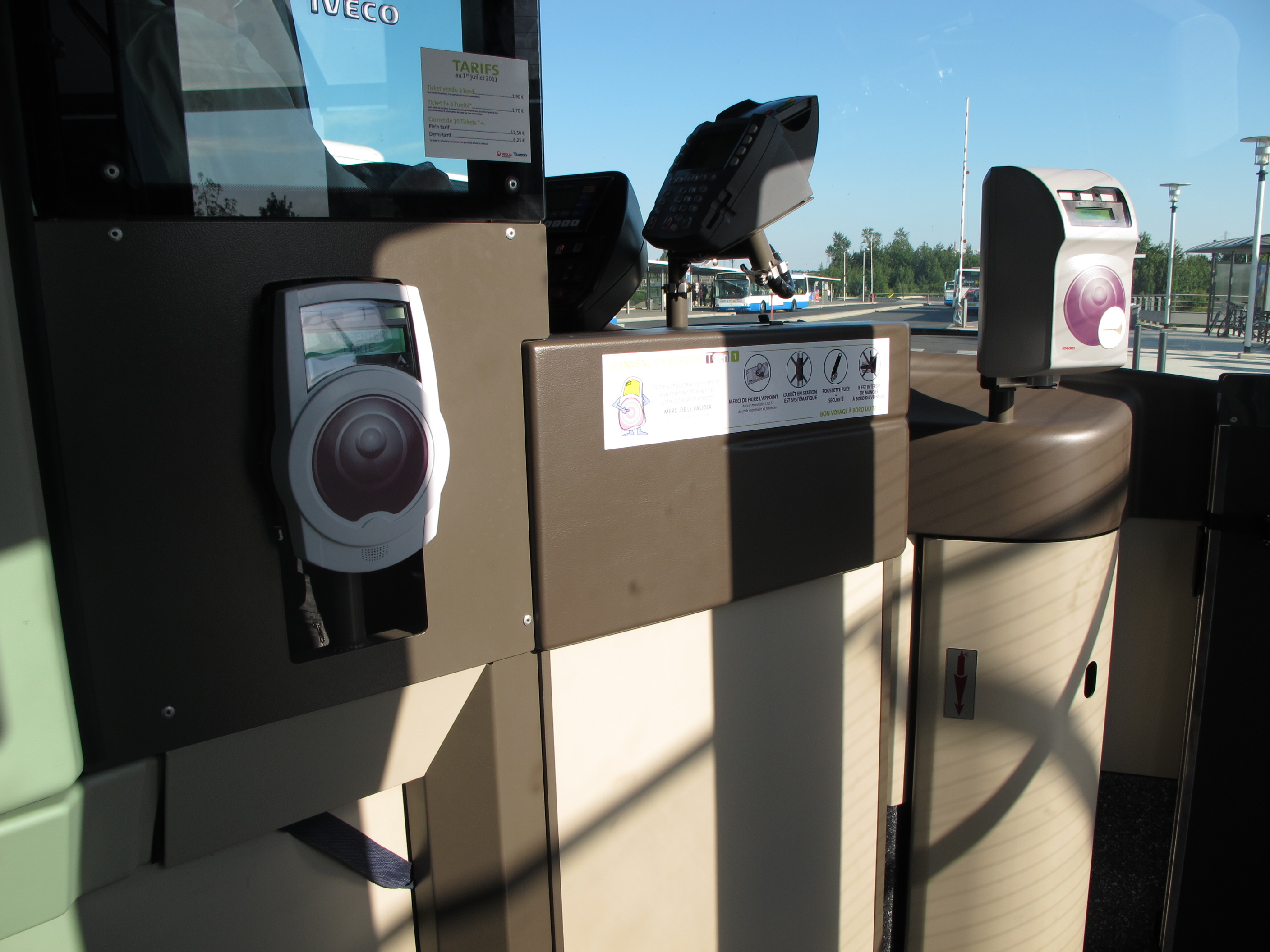
Validateurs pour passes Navigo (à gauche) et pour tickets carton (à droite) présents dans les bus et tramway.

L’achat de ticket par SMS est possible depuis 2018, en envoyant VALPARISIS au 93100 (coût de 2,50€ depuis le 01/08/2024 prélevé sur les factures de téléphone). Ce ticket SMS est valable 1h sans correspondance.

## Parc de véhicules
Depuis le 2 novembre 2015, un Oréos 2X a été mis en service sur la ligne 30-21. Ce véhicule a la particularité d'être l'un des premiers en Île-de-France à motorisation 100 % électrique.

### Autocars
| Constructeur  | Modèle            | Nombre | Numéros de parc                                               | Période de mise en service         | Affectations                 | Observations                                                        |
| ------------- | ----------------- | ------ | ------------------------------------------------------------- | ---------------------------------- | ---------------------------- | ------------------------------------------------------------------- |
| Mercedes-Benz | Intouro           | 3      | 1014-1016                                                     | Juillet 2015                       | Lignes scolaires             | —                                                                   |
| Setra         | S 415 H           | 18     | 996-998 ; 1039-1040 ; 1060-1061 ; 1089-1095, 1127-1129 ; 1168 | Entre avril 2015 et août 2019      | Lignes scolaires             | Série en cours de réforme. 1168 = ex PNA-Aérial depuis octobre 2021 |
| Setra         | S 417 ÜL          | 13     | 1046-1047, 1052-1053 ; 1063-1064 ; 1096-1102                  | Entre avril 2016 et avril 2018     | Lignes scolaires             | Série en cours de réforme                                           |
| Setra         | S 417 ÜL Business | 1      | 1176                                                          | avril 2015                         | Lignes scolaires             | Ex-PNA-Aérial acquis en 12/2021                                     |
| Setra         | S 417 ÜL-GT       | 4      | 1043-1045 ; 1062                                              | avril 2016 et mai 2017             | Lignes scolaires             | —                                                                   |
| Setra         | S 511 HD          | 2      | 1041-1042                                                     | Avril 2016                         | Lignes scolaires et tourisme | —                                                                   |
| Setra         | S 515 HD          | 5      | 977 ; 1057-1059 ; 1065                                        | Entre avril 2014 et septembre 2017 | Lignes scolaires et tourisme | Série en cours de réforme                                           |
| Setra         | S 517 HD          | 1      | inconnu                                                       | Septembre 2020                     | Lignes scolaires et tourisme | —                                                                   |

### Minicars
| Constructeur  | Modèle          | Nombre | Numéros de parc | Période de mise en service | Affectations | Observations |
| ------------- | --------------- | ------ | --------------- | -------------------------- | ------------ | ------------ |
| Mercedes-Benz | Sprinter Travel | 1      | 1000            | juin 2015                  | Tourisme     | —            |

### Bus articulés
| Constructeur  | Modèle         | Nombre | Numéros de parc                 | Période de mise en service       | Affectations      | Observations                           |
| ------------- | -------------- | ------ | ------------------------------- | -------------------------------- | ----------------- | -------------------------------------- |
| Mercedes-Benz | Citaro G C2    | 14     | 1103-1104, 1133-1142, 1148-1149 | octobre 2018 à mars 2020         | 30-05 95-19 95-29 | 1148-1149 = ex STIVO acquis en 01/2021 |
| Heuliez Bus   | GX 437 Hybride | 4      | 1008 ; 1049-1051                | Entre novembre 2015 et juin 2016 | 30-05 95-19       | —                                      |

### Bus standards
| Constructeur  | Modèle          | Nombre | Numéros de parc                                                                 | Période de mise en service           | Affectations | Observations                                                             |
| ------------- | --------------- | ------ | ------------------------------------------------------------------------------- | ------------------------------------ | --- | ------------------------------------------------------------------------ |
| Iveco Bus     | Urbanway 12 GNV | 4      | 241031-241034                                                                   | Entre février et mars 2024           | 95-03A 95-03B | —                                                                        |
| Mercedes-Benz | Citaro C2       | 56     | 936, 937, 1069-1080 ; 1085-1088 ; 1111-1125 ; 1131-1132 ; 1145-1146 ; 1151-1158 | Entre novembre 2013 et février 2020  | 30-03 30-05 30-07 30-10 30-11 30-12 30-14 30-18 30-22 30-23 30-42 30-43 30-47 30-48 30-49 38-01 95-03A 95-03B 95-19 95-29 95-20 95-21 | 1145-1146 et 1151-1158 = Ex-Stivo depuis 2021. Série en cours de réforme |
| Heuliez Bus   | GX 337 Hybride  | 31     | 1009 ; 1011-1013 ; 1017-1032, 1067-1068 ; 1108-1110 ; 1159-1164                 | Entre juillet 2015 et octobre 2018   | 30-03 30-09 30-11 30-47 30-48 38-01 30-49 95-03A 95-03B 95-19 95-29                                                                   | 1159 à 1164 = Ex-STIVO, acquis entre 03/2021 et 06/2021.                 |
| Setra         | S 415 NF        | 3      | 22015-22016 ; 22028                                                             | Entre septembre 2011 et octobre 2012 | 95-03A 95-03B 95-19 95-29 | Ex-STIVO, acquis en 03/2022.                                             |

### Midibus
| Constructeur | Modèle | Nombre | Numéros de parc                | Période de mise en service       | Affectations                   | Observations |
| ------------ | ------ | ------ | ------------------------------ | -------------------------------- | ------------------------------ | ------------ |
| Heuliez Bus  | GX 137 | 5      | 1048 ; 1105-1106, 1130 et 1143 | septembre 2014 et septembre 2020 | 30-12 30-21O 30-37 30-38 38-04 | —            |

### Minibus
| Constructeur  | Modèle           | Nombre | Numéros de parc | Période de mise en service          | Affectations | Observations |
| ------------- | ---------------- | ------ | --------------- | ----------------------------------- | ------------ | ------------ |
| Gépébus       | Oréos 2X         | 1      | 1010            | Octobre 2015                        | 30-21E       | —            |
| Mercedes-Benz | Sprinter City 65 | 2      | 1054-1055       | septembre 2016                      | CHN CHS      | —            |
| Mercedes-Benz | Sprinter City 35 | 1      | 1056            | septembre 2016                      | CC           | —            |
| Mercedes-Benz | Sprinter City 75 | 2      | 1147 ; 1150     | entre décembre 2020 et février 2021 | 30-21E       | —            |